# ツイスト (路面電車車両)
ツイスト（Twist）は、ポーランドの鉄道車両メーカーであるペサが展開する電車。軌道の状態が悪い路面電車路線へ向けて開発された車両で、バリアフリーに対応した超低床電車である。この項目では、旧ソビエト連邦（ソ連）圏向けの車両としてツイストを基に開発されたフォックストロット（Fokstrot）についても解説する。

## 概要
2010年12月、ペサはチェンストホヴァ市電を運営するチェンストホヴァ市交通局との間に新型路面電車7両を導入する契約を交わした。それまでペサは各地の路面電車事業者へ向けてバリアフリーに対応した超低床電車であるトラミカスやスウィングを展開していたが、車体長が短く台車が存在する車体が車体長が長く台車が無いフローティング車体を挟み込むという構造を持つこれらの車両は、軸重が重く軌道状態が悪い地域への導入が難しい、条件によっては振動や騒音が激しくなるなどの課題があった。そこでペサはチェンストホヴァ市交通局からの要望を基にこれらの問題を解決し、より幅広い条件に対応できる部分超低床電車を開発する事となった。これが「ツイスト」と呼ばれる車両である。
最大の特徴は、先頭車体の運転台側および後方車体の端に設置された動力台車が、回転軸を備えた従来型のボギー台車となっている事である。また中間車体については他の超低床電車と同様、車軸がない独立車輪式台車が用いられている。これにより先頭部や後部など車内全体の30 %の床上高さが高くなり重量も増加している一方、車軸数も従来の車両から増加しているため結果的に軸重は軽くなり、条件が悪い線路や勾配が連続する区間でも安定した性能を維持する事が可能となっている。
低床部分の床上高さは300 mm - 350 mmに設計されている他、乗降扉下部には収納式スロープが設置されており、車椅子やベビーカー利用客の乗降が容易となっている。制動装置として電力が回収可能な回生ブレーキが搭載されており、非搭載の旧型車両と比べてエネルギー消費量や運用コストが削減される。また、非常時には充電池に貯めた電力を利用して短距離の走行が可能である。
ペサは、このツイストの構造を基にロシア連邦を始め旧ソビエト連邦（ソ連）各国に多く存在する軌間1,524 mm（1,520 mm）の路面電車路線網に向けて「フォックストロット」の展開も実施している。中間車体の全長がツイストと比べて短く台車の数も減少しているのが特徴で、旧ソ連時代から使用されている路面電車の番号コードに基づき「71-414」（モスクワ向け）や「71-414K」（キーウ向け）という形式番号も与えられている。
| 主要諸元    | 主要諸元           | 主要諸元                | 主要諸元                      | 主要諸元                | 主要諸元                |
| 編成        | 全長               | 全幅                    | 電気方式                      | 軌間                    | 定員 (乗客密度5人/m2時) |
| ----------- | ------------------ | ----------------------- | ----------------------------- | ----------------------- | ----------------------- |
| 2車体連接車 | 22,800mm           | 2,300mm 2,400mm 2,650mm | 直流600/750V (架空電車線方式) | 1,000mm 1,435mm 1,524mm | 140-158人               |
| 3車体連接車 | 32,000mm           | 2,300mm 2,400mm 2,650mm | 直流600/750V (架空電車線方式) | 1,000mm 1,435mm 1,524mm | 208-243人               |
| 4車体連接車 | 41,900mm           | 2,300mm 2,400mm 2,650mm | 直流600/750V (架空電車線方式) | 1,000mm 1,435mm 1,524mm | 270-310人               |
| 備考・参考  | [ 4 ] [ 5 ] [ 13 ] | [ 4 ] [ 5 ] [ 13 ]      | [ 4 ] [ 5 ] [ 13 ]            | [ 4 ] [ 5 ] [ 13 ]      | [ 4 ] [ 5 ] [ 13 ]      |

## 運用（ツイスト）

### チェンストホヴァ

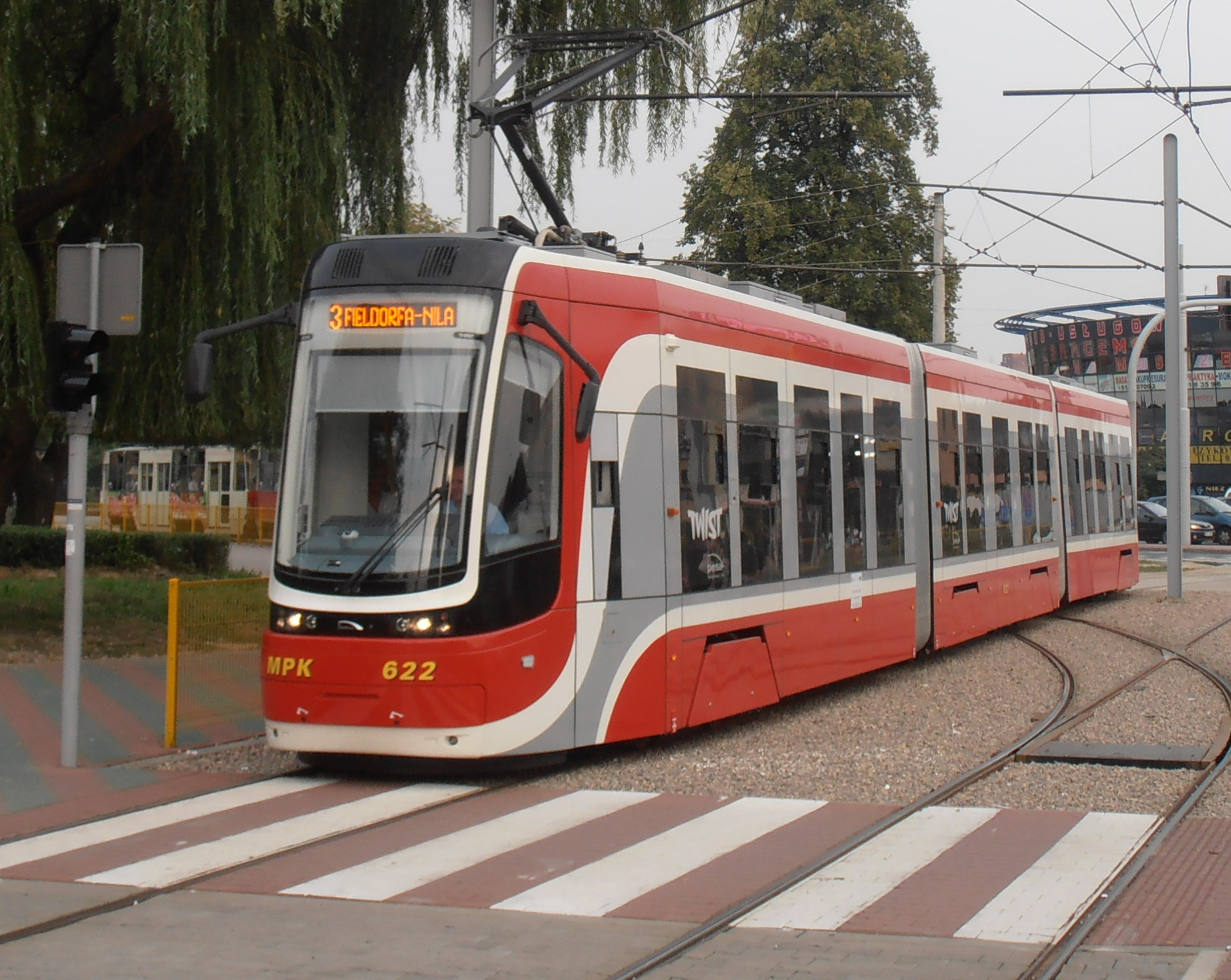
2010N
（チェンストホヴァ）

「ツイスト」の最初の導入先となったチェンストホヴァ市電には2012年3月に最初の車両が到着し、試運転を経て同年9月に実施された路線延伸に合わせて営業運転を開始した。車内の高床 - 低床箇所の間には傾斜が設置されており、車内はステップが存在しない100 %低床構造となっている。形式名については「2010N」以外に「129Nb」とする資料も存在する。
同年中に契約分の7両が導入されたが、2014年以降5両に台枠の亀裂を含めた欠陥が発覚し、2016年までに全車を対象とする改修工事が行われた。これに伴いペサはチェンストホヴァ市交通局に対して賠償金を支払っている。
また、チェンストホヴァ市交通局は2014年以降、シロンスク県や欧州連合からの支援を受け、施設の改修を含めた大規模な近代化プロジェクトを実施しており、その一環として2018年にペサとの間に新たな超低床電車「ツイストII」（Twist II）を導入する9,000万ズウォティ（約1,990万ユーロ）分の契約を交わした。先に登場した2010Nを基に車体デザインを変更し、wi-fiへの対応や情報案内装置などを改良した車種で、当初は2019年から営業運転を開始する予定だったが、最初の車両がチェンストホヴァに到着したのは翌2020年3月となった。営業運転開始は同年5月で、以降は夏季までに契約分の10両が導入される他、オプション分として5両の追加発注も可能となっている。

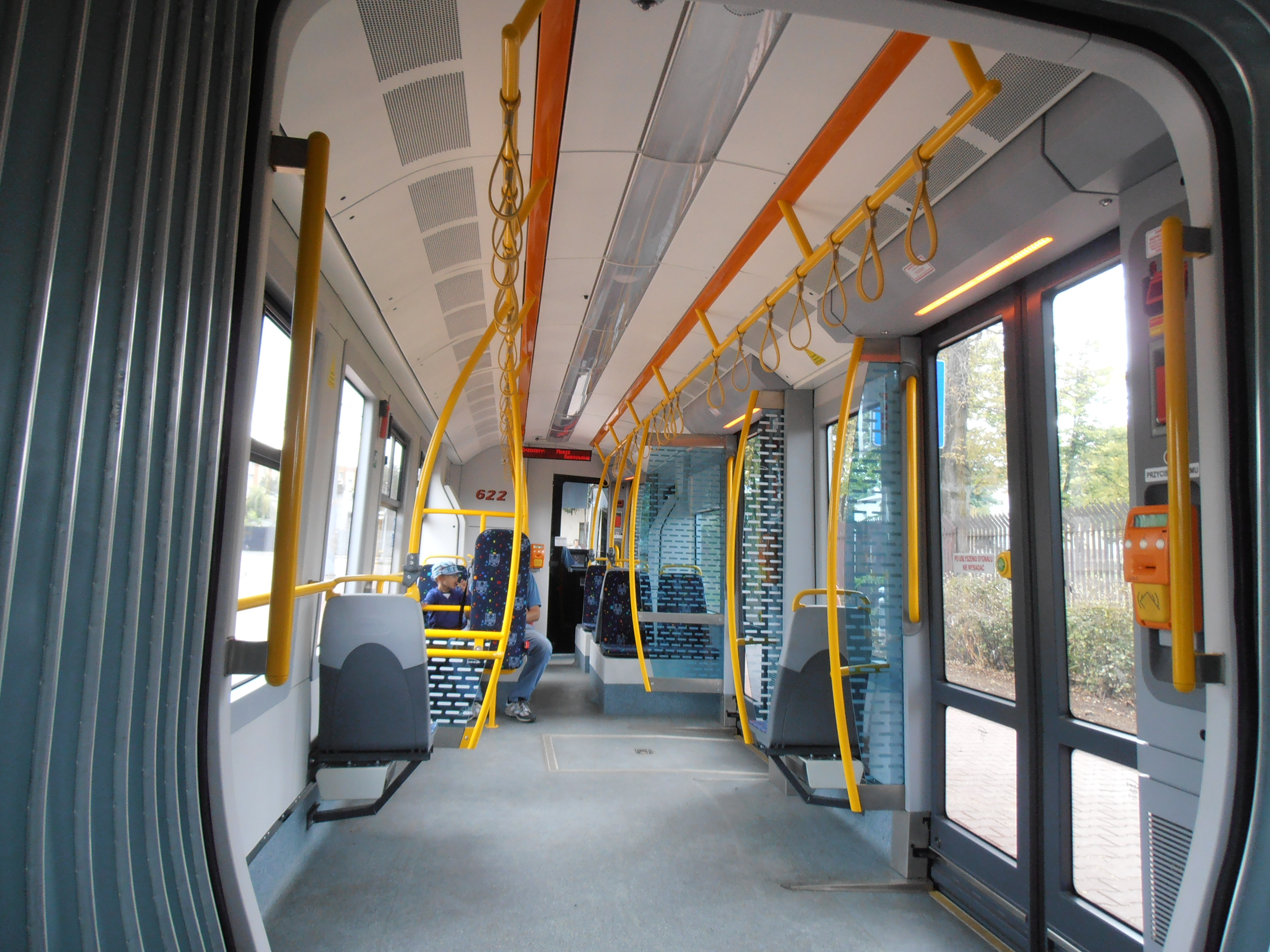
車内（2010N）
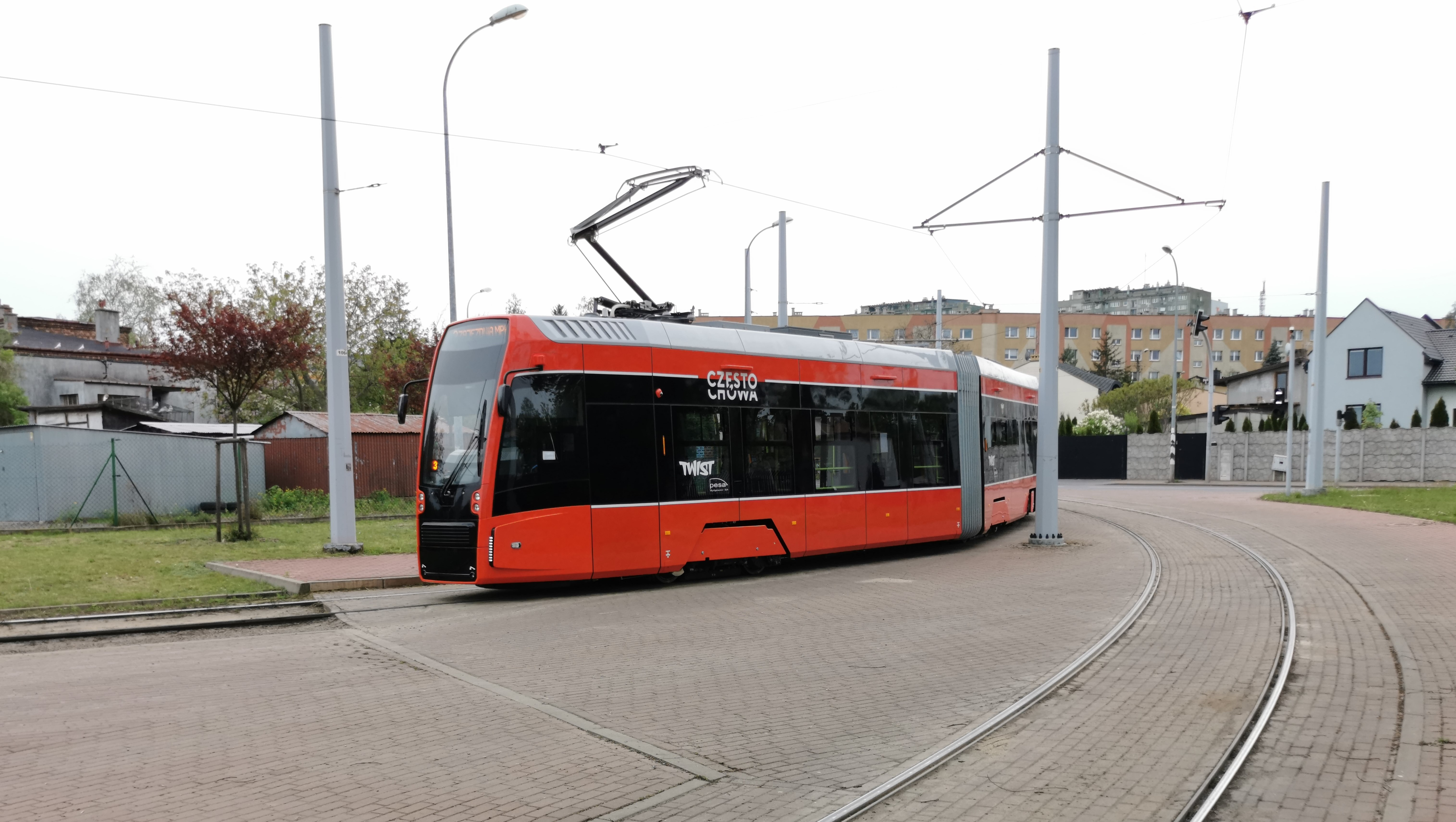
ツイストII

| 主要諸元     | 主要諸元   | 主要諸元    | 主要諸元 | 主要諸元 | 主要諸元 | 主要諸元 | 主要諸元 | 主要諸元 | 主要諸元 | 主要諸元 | 主要諸元 | 主要諸元                     |
| 形式名・愛称 | 両数       | 編成        | 運転台   | 全長     | 全幅     | 速度     | 着席定員 | 定員     | 低床率   | 出力     | 軌間     | 備考・参考                   |
| ------------ | ---------- | ----------- | -------- | -------- | -------- | -------- | -------- | -------- | -------- | -------- | -------- | ---------------------------- |
| 2010N(129Nb) | 7両        | 3車体連接車 | 片運転台 | 32,000mm | 2,400mm  | 75km/h   | 59人     | 222人    | 100%     | 420kw    | 1,435mm  | 定員は乗客密度5人/m2を想定。 |
| ツイストII   | 10両(予定) | 3車体連接車 | 片運転台 | 32,200mm | 2,400mm  | 70km/h   | 58人     | 211人    | 100%     | 420kw    | 1,435mm  | 定員は乗客密度5人/m2を想定。 |

### アッパーシレジア

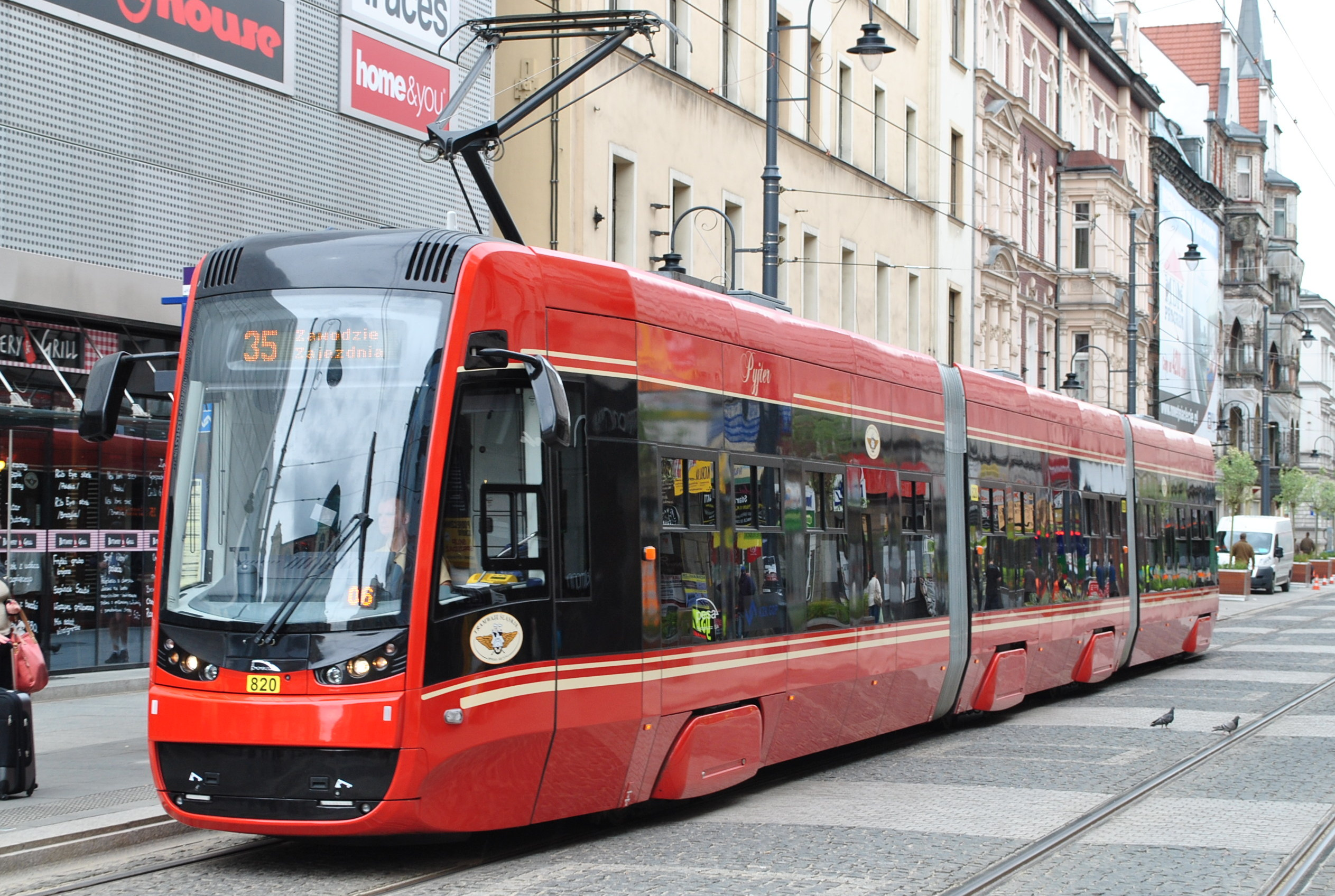
ステップ（2012N）

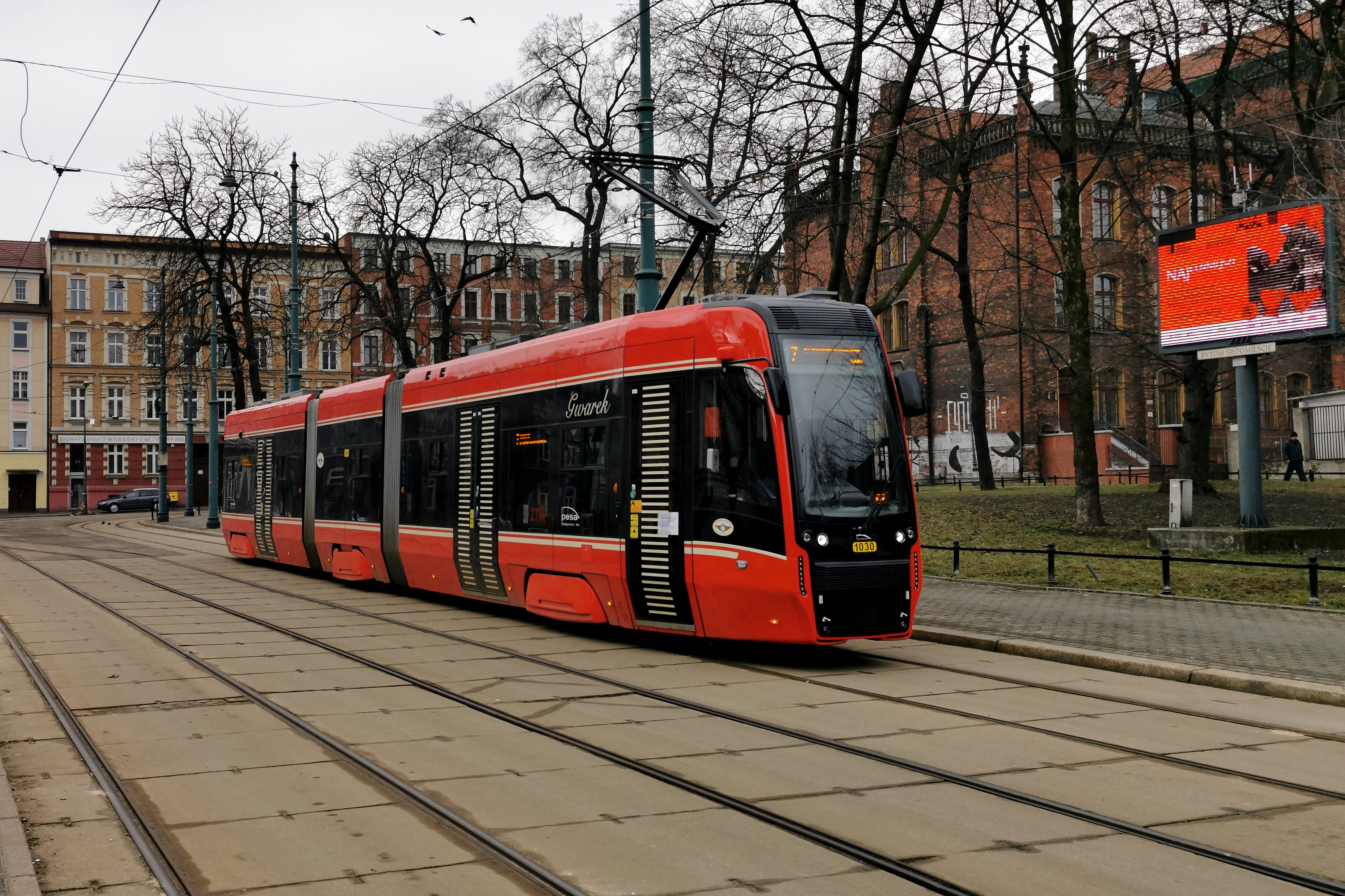
グワレック（2017N）

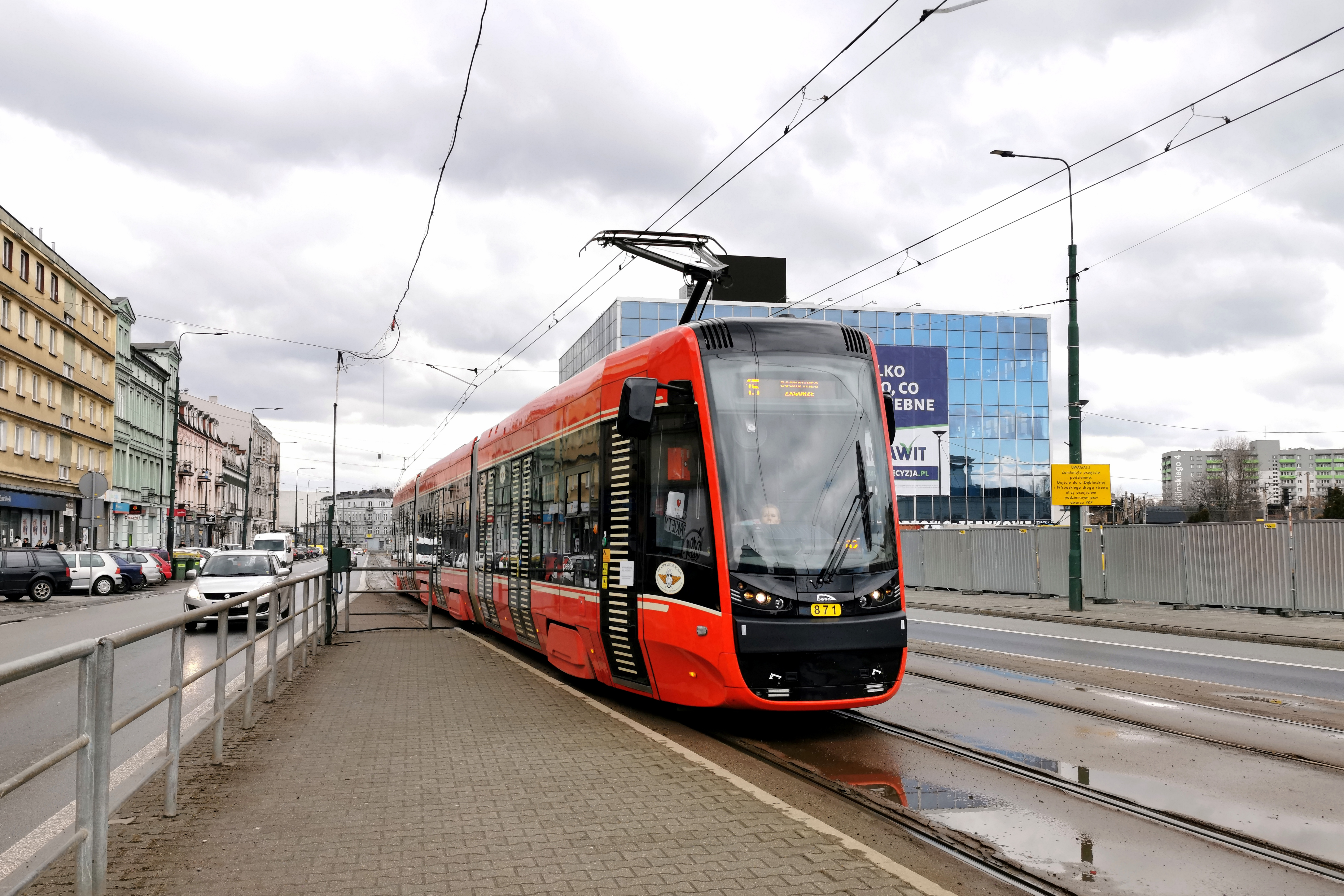
ステップ（2012N-10）

東ヨーロッパのシレジア地域のうち、ポーランド領内のアッパーシレジア（Konurbacja górnośląska）には、総延長200 km以上にも及ぶ広大な路面電車網であるシレジア・インターアーバンが存在する。2012年、運営事業者であるシレジア路面電車会社はペサとの間に30両の超低床電車・ツイストを導入する契約を交わした。これらの車両は「2012N」という形式名に加えて「ステップ（Step）」と言う愛称でも呼ばれており、車内の高床 - 低床部分の間に段差が存在する部分超低床電車となっている。
2001年に登場したシタディス100に続く超低床電車となった「ステップ」は、2014年5月13日に実施された出発式を経て翌5月14日から順次営業運転に投入されている。また導入に先立つ2013年には一般公募により明るい灰色を基調とした車内塗装が決定したほか、シレジア地方の伝統的な名前に基づいた各車両の愛称も定められている。
シレジア路面電車会社はこれらの車両に加え、2018年にペサとの間に全長25 m（低床率65.6 %）の車両を27両 + オプション5両、全長32 m（低床率75 %）の車両を8両導入する契約を交わし、オプション分を除いて2020年から2021年にかけて導入が行われた。更にオプション分についても同年に発注が実施されており、2022年までに導入が完了する事になっている。そのうち中間車体の全長が短い前者には2017N、全長が長い後者には2012N-10と言う形式名が付けられている他、前者については「グワレック（Gwarek）」と言う愛称が新たに命名されている。これらの車両には回生ブレーキが搭載されており、車内には充電用のUSBソケットやwi-fi通信に対応した機器も設置されている。

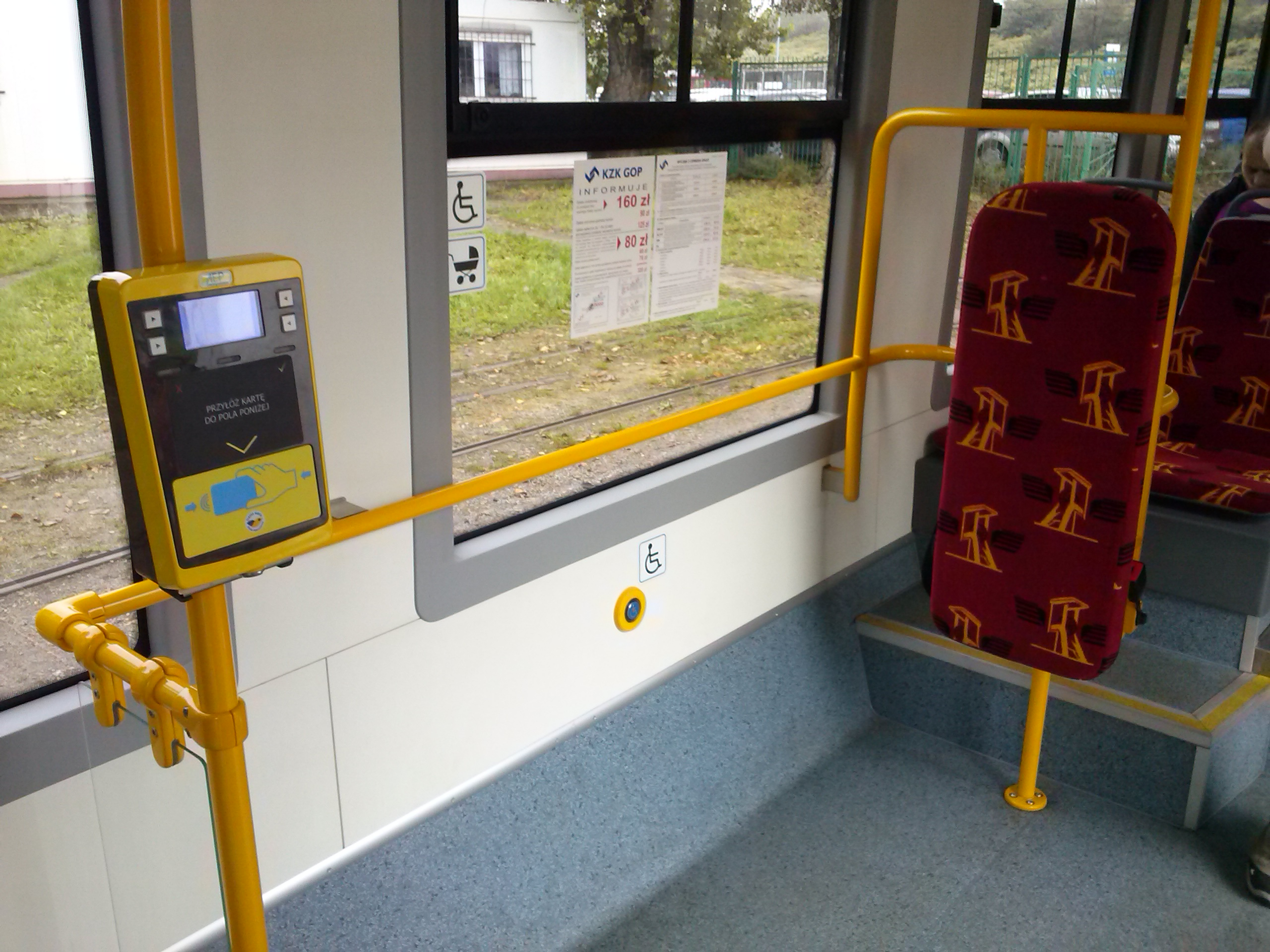
車内のフリースペース
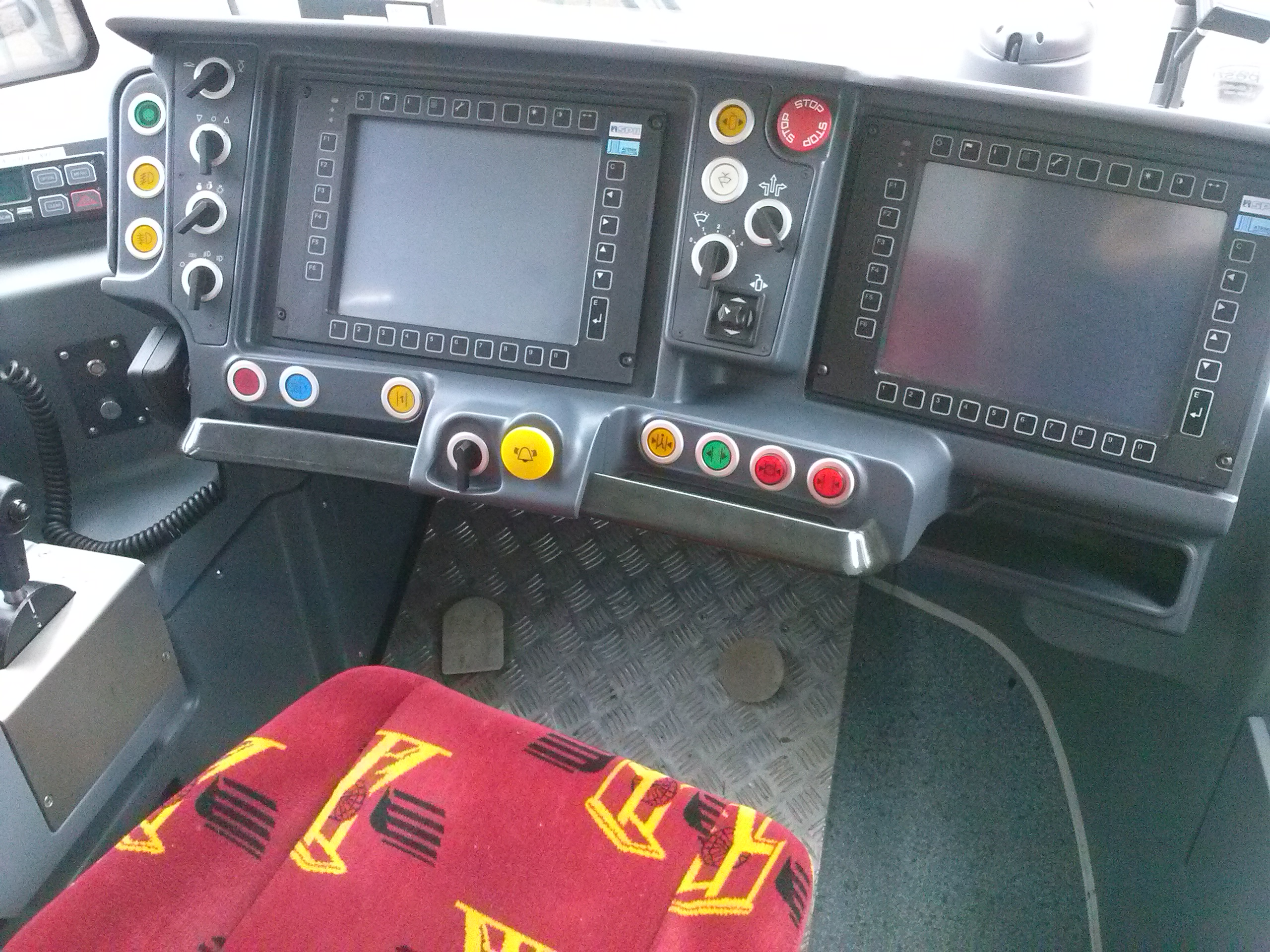
運転台
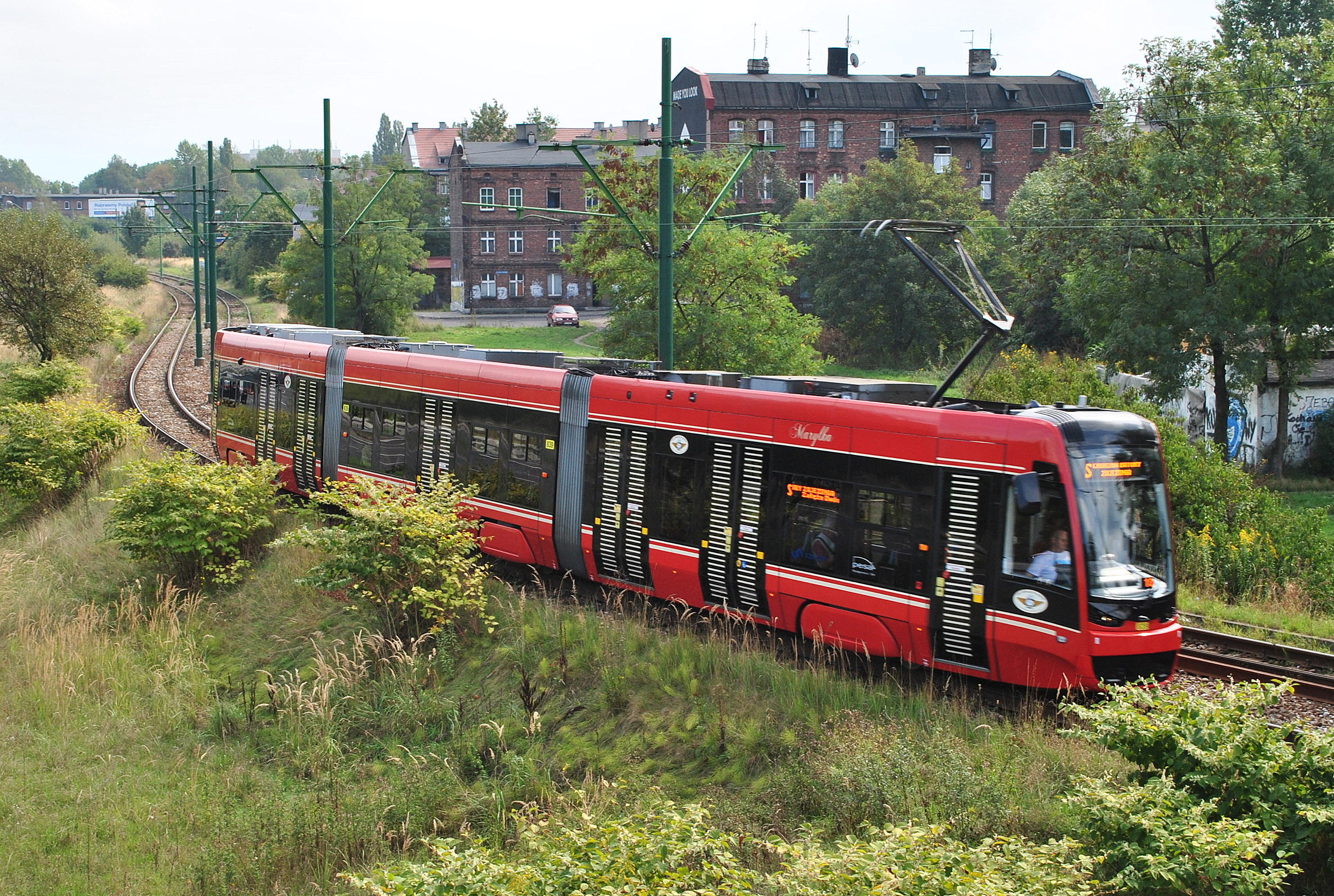
乗降扉は右側面にのみ設置されている

| 主要諸元 | 主要諸元 | 主要諸元 | 主要諸元    | 主要諸元 | 主要諸元 | 主要諸元 | 主要諸元 | 主要諸元 | 主要諸元 | 主要諸元 | 主要諸元                    |
| 愛称     | 形式名   | 両数     | 編成        | 運転台   | 全長     | 全幅     | 着席定員 | 定員     | 低床率   | 軌間     | 備考・参考                  |
| -------- | -------- | -------- | ----------- | -------- | -------- | -------- | -------- | -------- | -------- | -------- | --------------------------- |
| ステップ | 2012N    | 30両     | 3車体連接車 | 片運転台 | 32,000mm | 2,400mm  | 47人     | 206人    | 74%      | 1,435mm  | [ 18 ] [ 19 ] [ 23 ] [ 24 ] |

### クラクフ

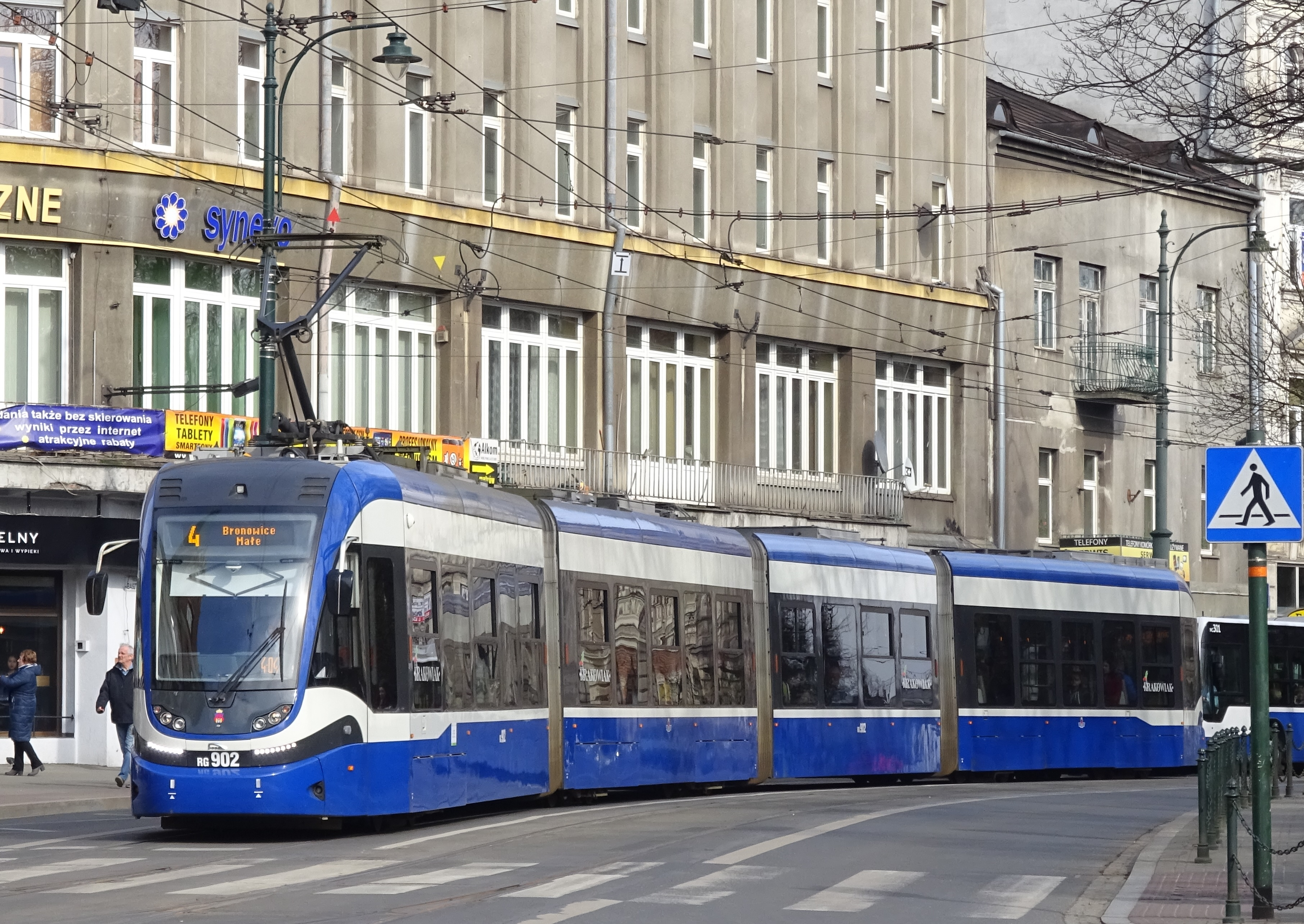
クラコヴィアク（2014N）
（クラクフ）

クラクフ市内を走る路面電車・クラクフ市電を運営するクラクフ市交通会社は、新規路線開通に伴う列車本数の増加と従来の高床式車両の置き換えを目的とした超低床電車の製造に関する入札を2013年に実施し、翌2014年にペサとの間に36両分の契約を結んだ。この車両は「クラコヴィアク（Krakowiak）」とも呼ばれる4車体連接車で、中間車体の1つは台車がないフローティング車体である他、もう一方の中間車体の独立車輪式台車の1つは動力台車となっている。全長42,830 mmはポーランドの路面電車の1両単位の全長としては史上最長である。車内には空調装置や案内表示装置、充電用のUSBポートに加え、非接触式ICカードに対応したカードリーダーを新造時から搭載している。導入に際しては、費用のうち59 %を欧州連合からの助成金により賄っている。
2015年8月30日の新規路線開通に併せて営業運転を開始し、同年内に契約分の36両が入線した。「クラコヴィアク」は機能性やデザイン性、快適性が高く評価され、ポーランド工業デザイン研究所（Instytut Wzornictwa Przemysłowego）が主催するグッドデザイン賞（Dobry Wzór）のうち2015年の公共部門最優秀賞および経済大臣特別賞（Wzór Roku 2015）を受賞した。また、2016年7月にクラクフで開催されたワールドユースデーに合わせて「クラコヴィアク」のうち1両が特別塗装に塗り替えられ、フランシスコ教皇の乗車も行われた。
その一方で「クラコヴィアク」の納入は契約内容（2015年9月まで）から遅れ、全車が入線したのは同年12月30日、欧州連合からの助成金の対象から外れる間際の日付となり、クラクフ市交通会社はペサに対し2,600万ズウォティ以上の罰金を科した。加えて営業開始後の14ヶ月の間に、運転自体には支障がなかったものの全36両に合計1,700箇所以上の故障が確認された事もあり、以降の超低床電車の増備はスイスのシュタッドラー・レール製の車両「ライコニク」によって実施された。
その後、2025年4月にクラクフ市はペサとの間に再度路面電車車両を導入する契約を交わした。これは今後の路線延長やバリアフリーに適さない高床式車両の置き換えを目的としたもので、ペサが新たに開発・展開する「ツイスト3.0（Twist 3.0）」初の納入事案となった。以下の3種類の編成の導入が予定されており、そのうち最初に導入が検討されている両運転台車両は2027年から納入される事になっている。
- 両運転台・全長33 m - 30両
- 片運転台・全長43 m - 30両
- 片運転台・全長33 m - 30両

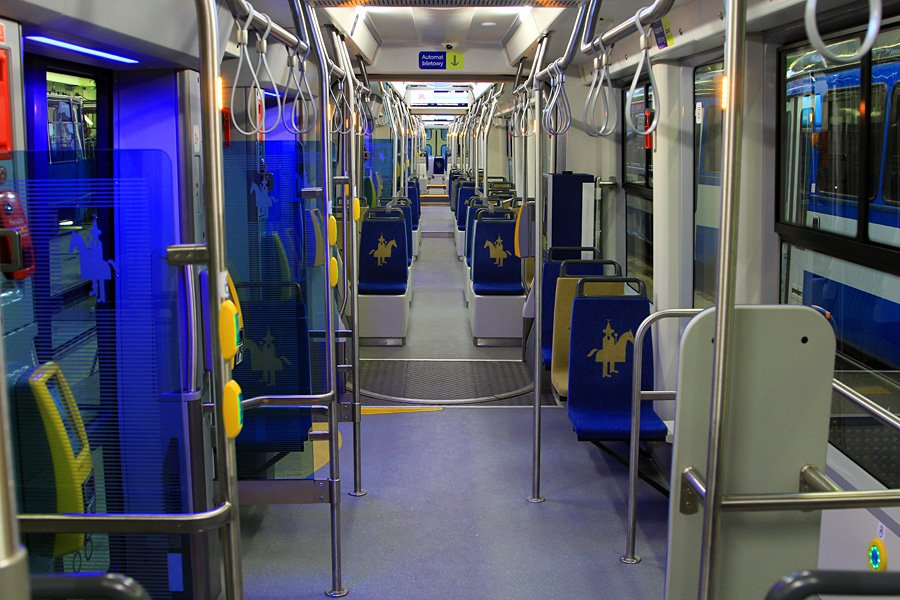
車内
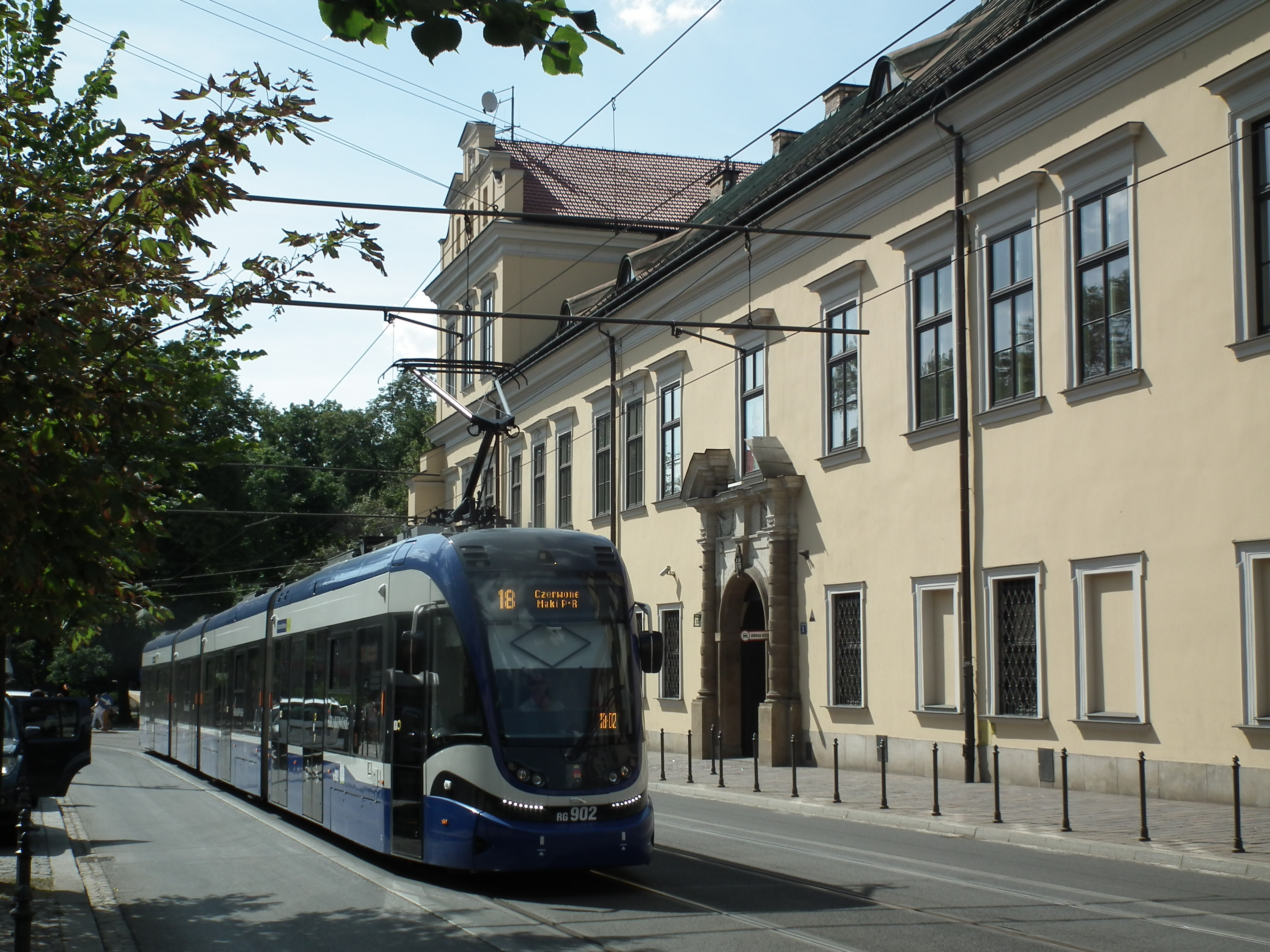
乗降扉は右側面にのみ存在する
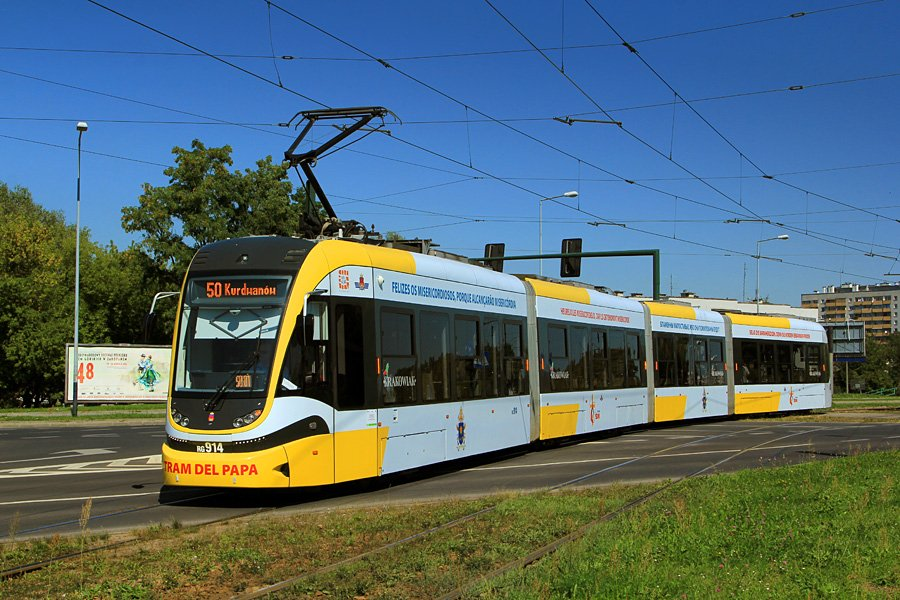
ワールドユースデーに合わせた特別塗装（2016年撮影）

| 主要諸元       | 主要諸元 | 主要諸元 | 主要諸元    | 主要諸元 | 主要諸元 | 主要諸元 | 主要諸元 | 主要諸元 | 主要諸元                     |
| 愛称           | 形式名   | 両数     | 編成        | 運転台   | 全長     | 着席定員 | 定員     | 軌間     | 備考・参考                   |
| -------------- | -------- | -------- | ----------- | -------- | -------- | -------- | -------- | -------- | ---------------------------- |
| クラコヴィアク | 2014N    | 36両     | 4車体連接車 | 片運転台 | 42,830mm | 102人    | 313人    | 1,435mm  | 定員は乗客密度5人/m2を想定。 |

### ヴロツワフ

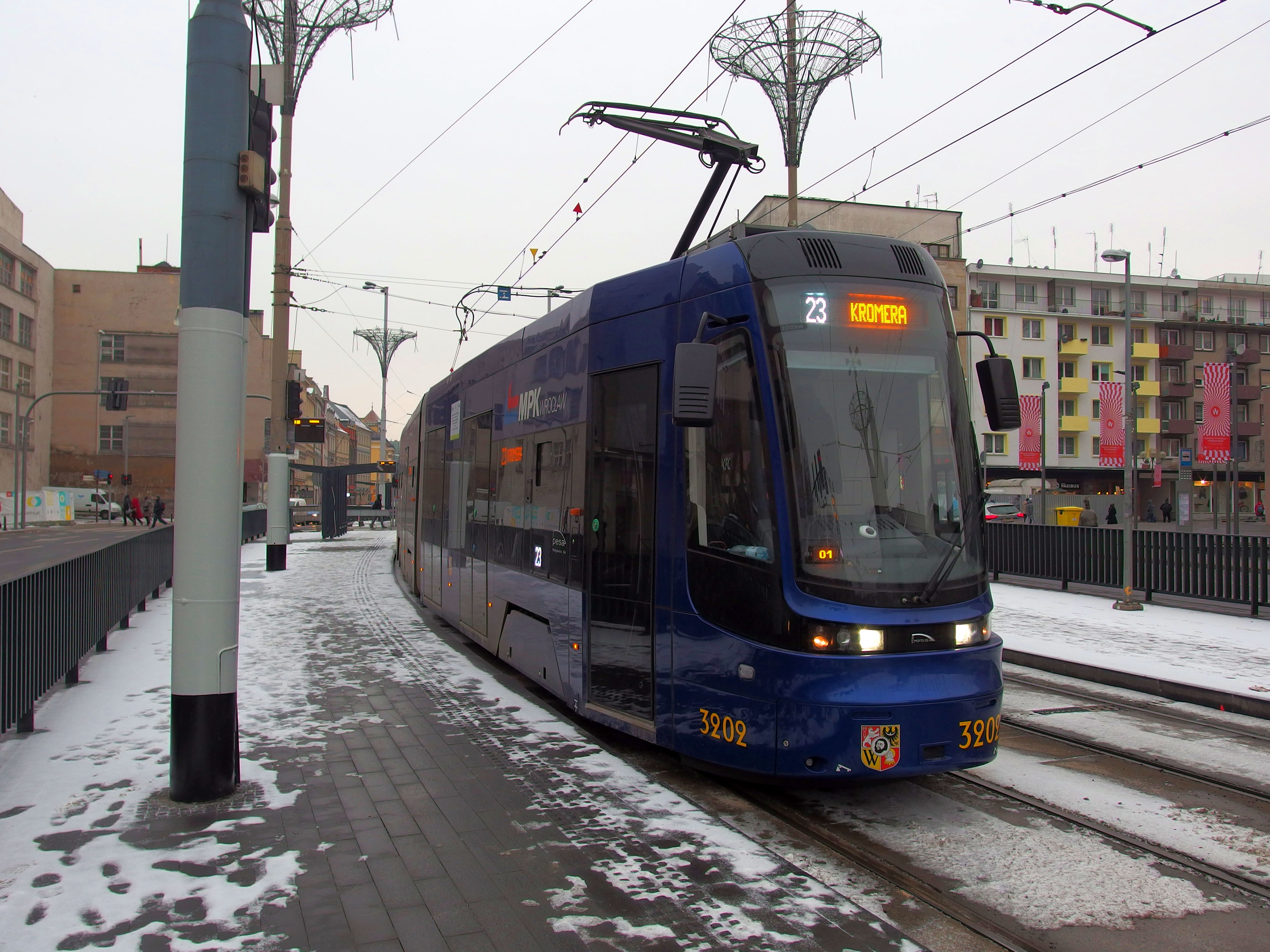
2010NW
（ヴロツワフ）

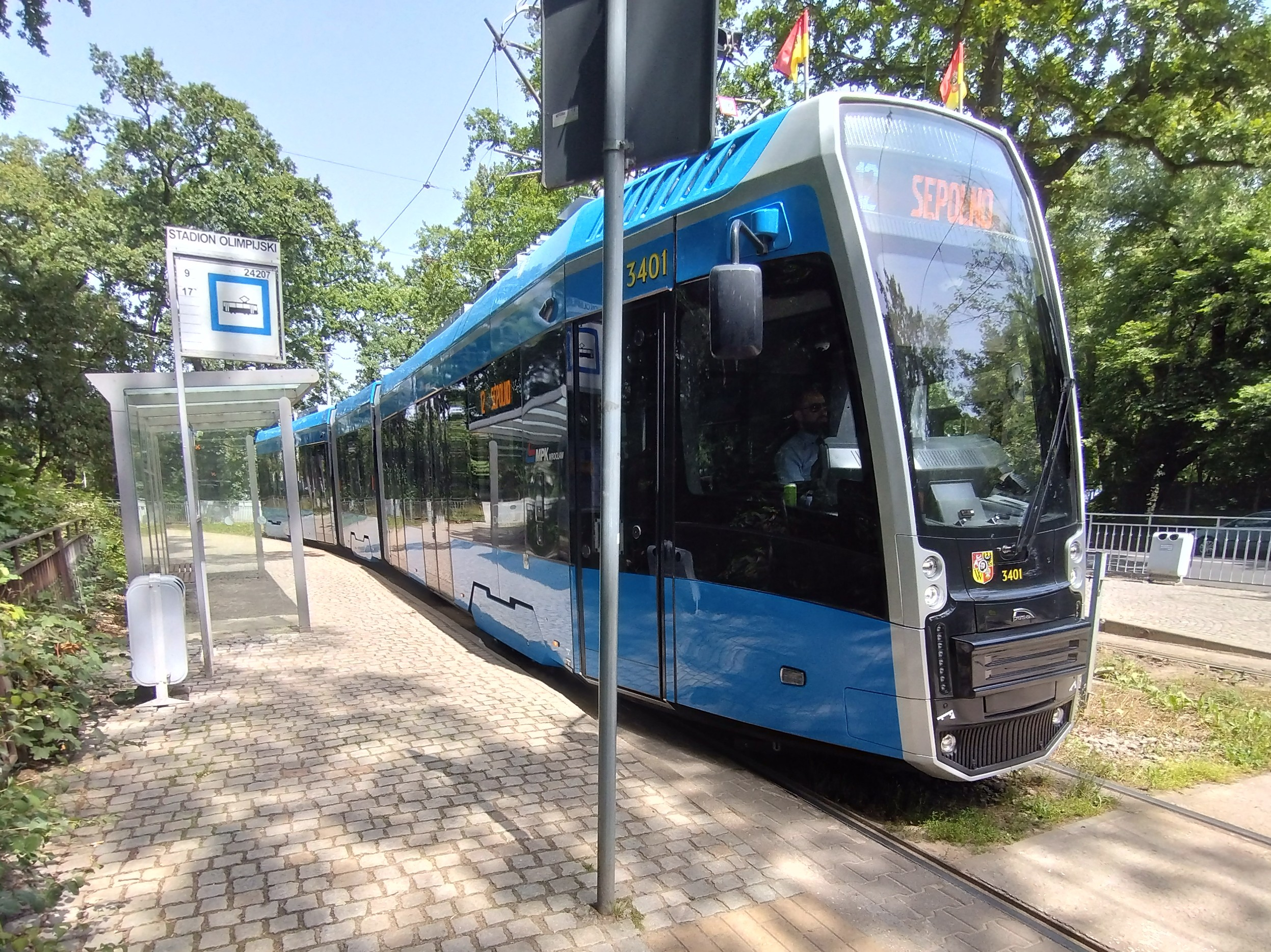
146N
（ヴロツワフ）

ポーランドの都市・ヴロツワフを走るヴロツワフ市電には、旧型車両の置き換えを目的にヴロツワフ市交通局が2014年に導入契約を結んだツイスト（2010NW）が運行している。当初の契約分は6両だったが、翌2015年にオプション権を行使する形で2両の追加発注が実施され、2015年8月14日から順次営業運転を開始している。この導入に先立ち、車体に接触する恐れがある一部の停留所に対してプラットホームの幅を数cm縮める改修工事が行われている。
また、2021年にはヴロツワフ市交通局は新たに24両の車両導入契約をペサとの間に交わしており、その後オプション権を行使する形での16両の追加発注の実施も発表されている。これらの車両は「146N」と呼ばれる3車体連接車で、旧型車両の置き換えおよび今後の路線延伸に向けた輸送力増強を目的に、2024年2月以降納入が始まっている。

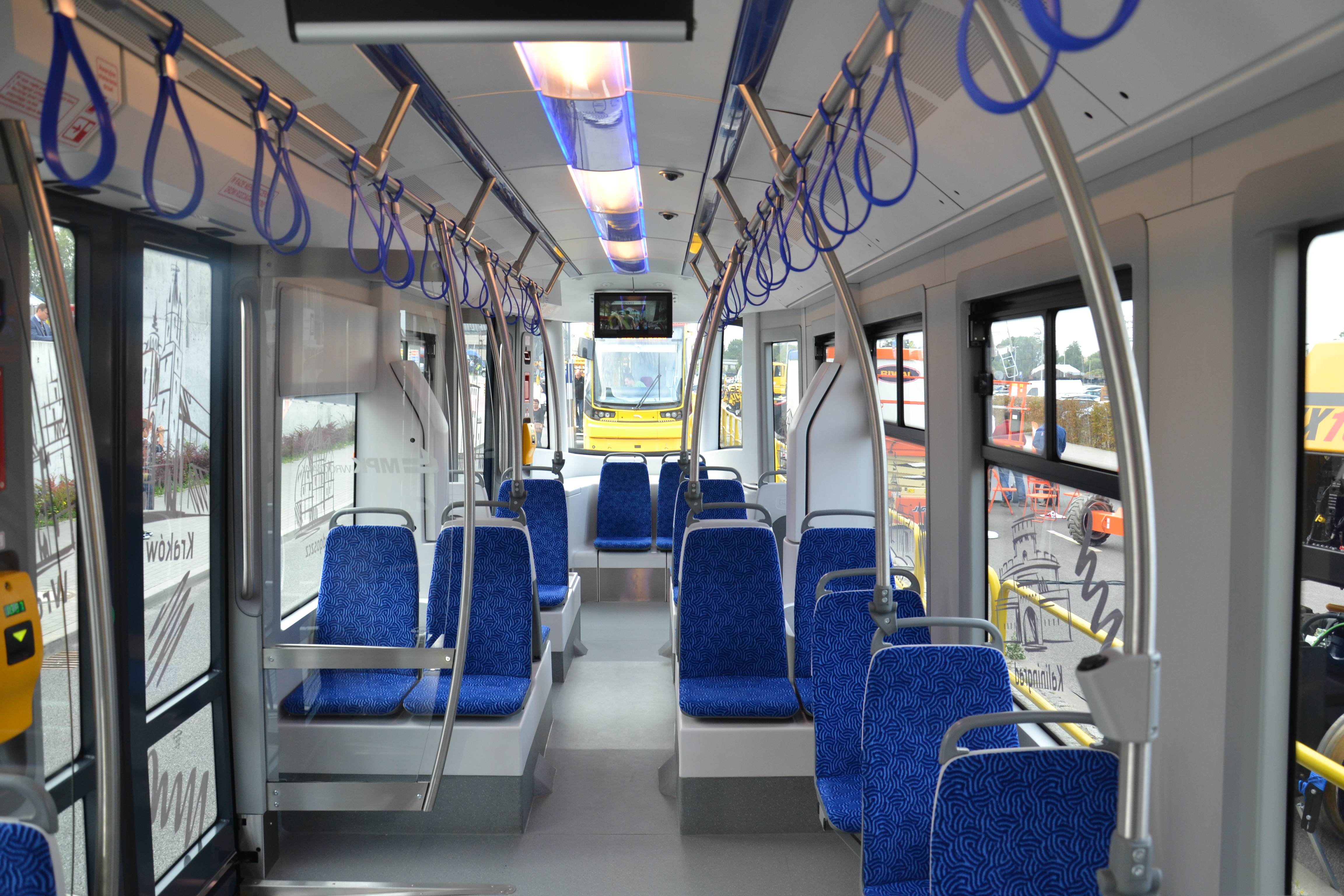
車内（2010NW）
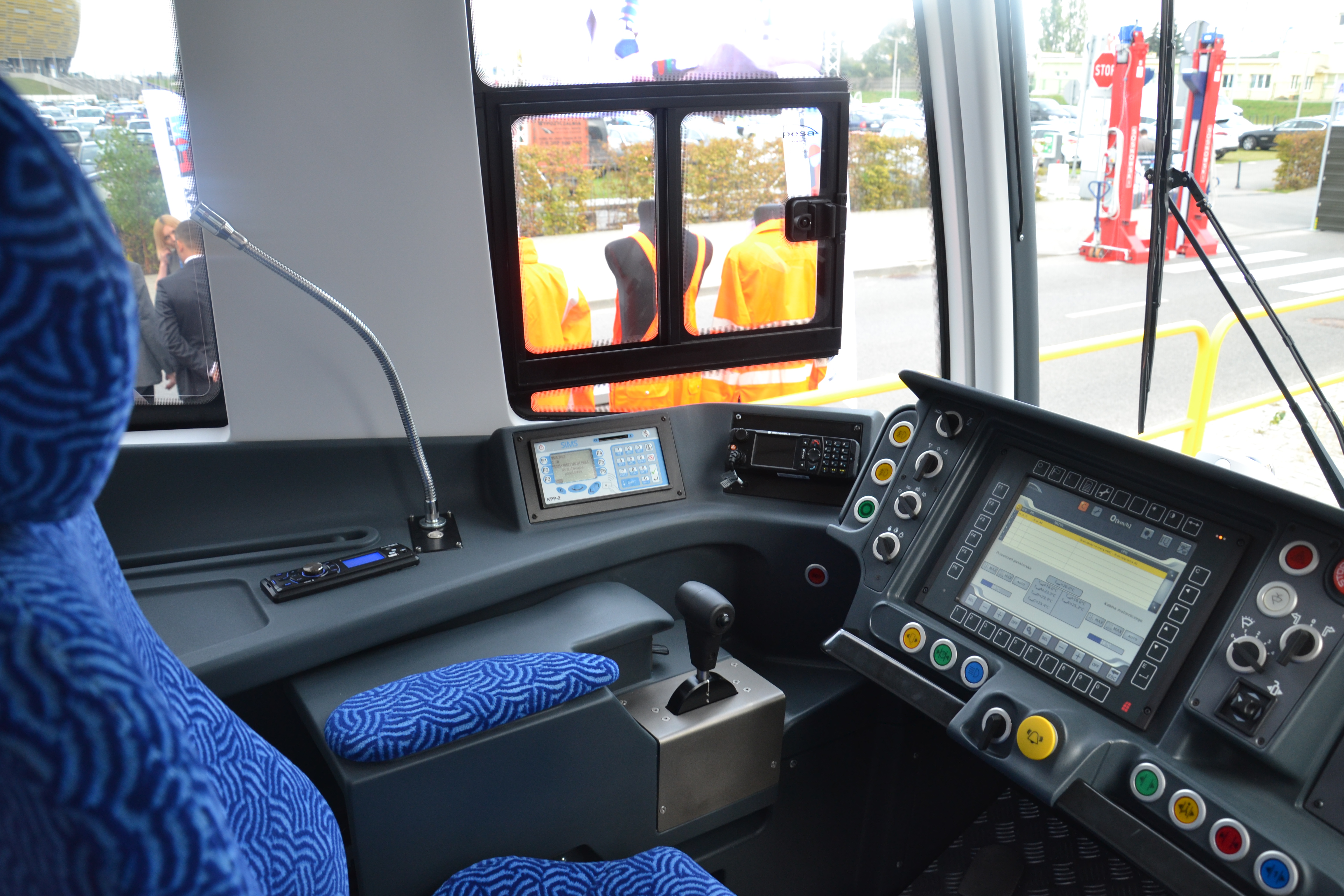
運転室（2010NW）
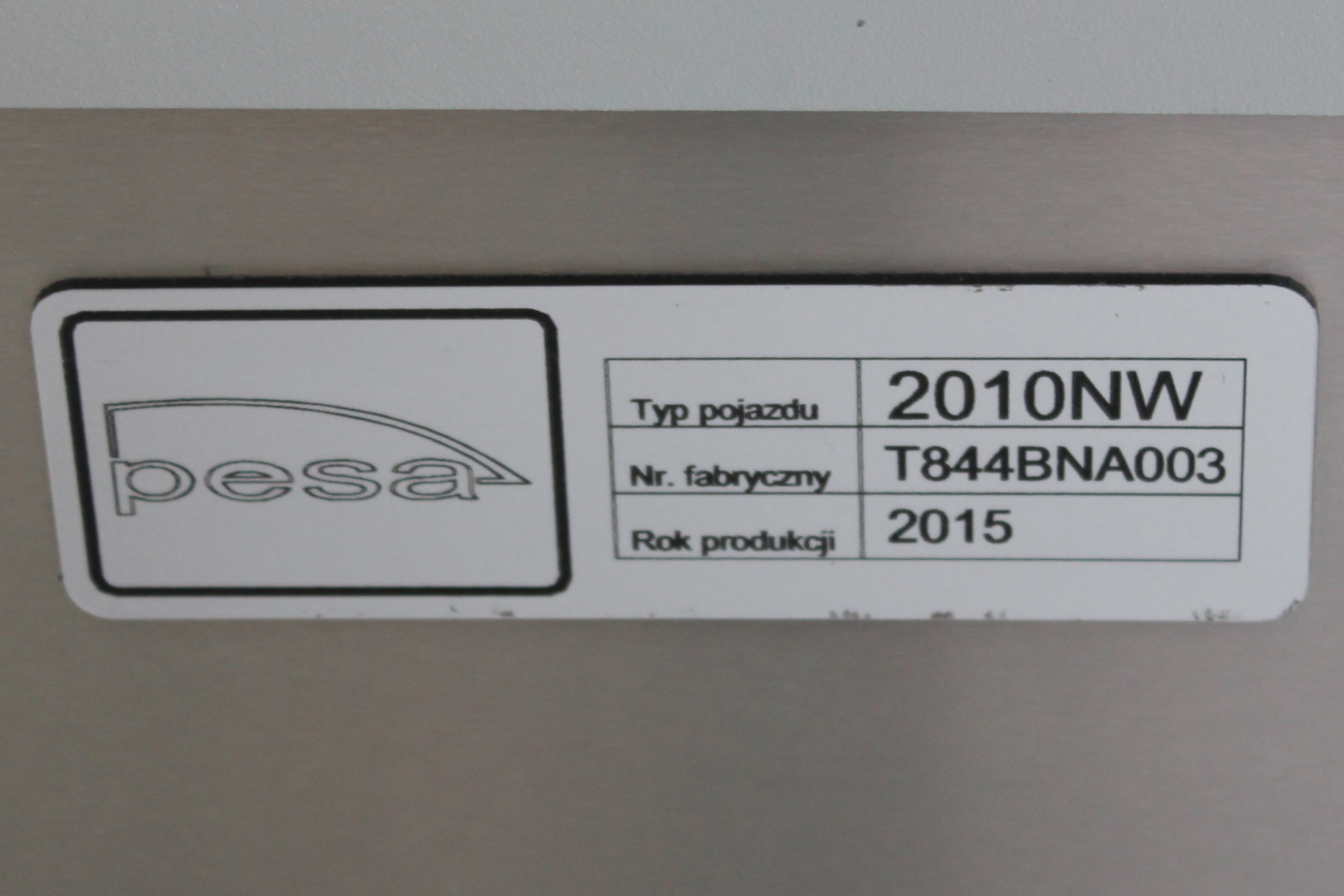
製造銘板（2010NW）

| 主要諸元 | 主要諸元 | 主要諸元    | 主要諸元 | 主要諸元 | 主要諸元 | 主要諸元 | 主要諸元 | 主要諸元 | 主要諸元 | 主要諸元                     |
| 形式名   | 両数     | 編成        | 運転台   | 全長     | 全幅     | 着席定員 | 定員     | 低床率   | 軌間     | 備考・参考                   |
| -------- | -------- | ----------- | -------- | -------- | -------- | -------- | -------- | -------- | -------- | ---------------------------- |
| 2010NW   | 8両      | 3車体連接車 | 片運転台 | 32,000mm | 2,400mm  | 58人     | 222人    | 100%     | 1,435mm  | 定員は乗客密度5人/m2を想定。 |

### ゴジュフ・ヴィエルコポルスキ

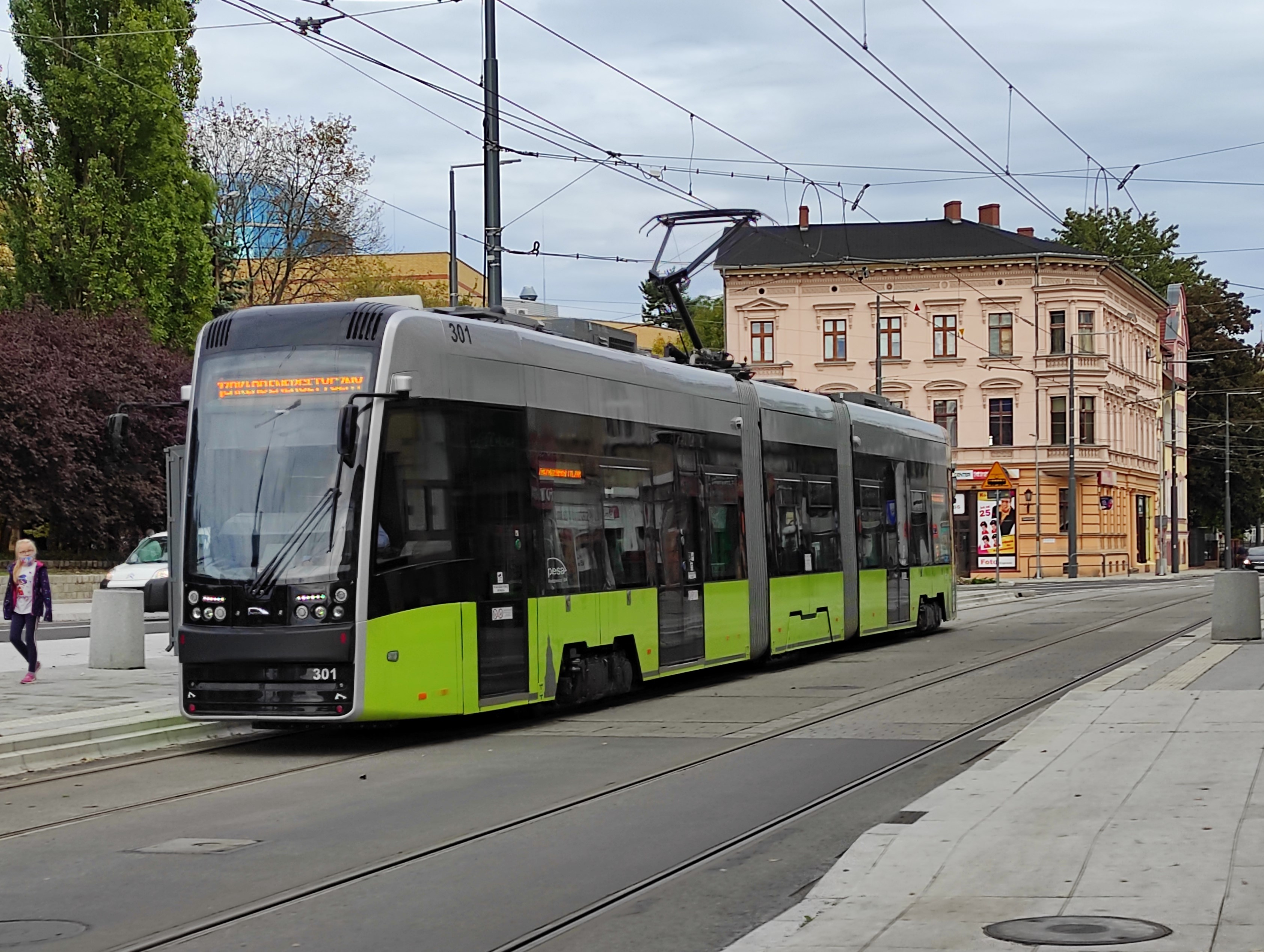
2015N
（ゴジュフ・ヴィエルコポルスキ）

ゴジュフ・ヴィエルコポルスキの路面電車・ゴジュフ・ヴィエルコポルスキ市電には、近代化の一環として2019年以降3車体連接式・両運転台のツイスト（2015N）が導入されている。2017年に14両の発注が行われたもので、従来使用されていた車両（コンスタル105N、デュワグカー等）と比較して回生ブレーキによって消費電力が大幅に削減されている他、wi-fi対応や充電用USBポートの設置など快適性も大幅に向上している。また、IoT技術を用いた機器の自動診断システムも搭載している。
発注両数は14両で、一部の更新車を除いた従来の車両を置き換える事になっている。また、このゴジュフ・ヴィエルコポルスキ市電向け車両は設計が高く評価され、2018年にポーランド工業デザイン研究所主催のグッドデザイン賞（Dobry Wzór）を受賞している。
| 主要諸元 | 主要諸元 | 主要諸元    | 主要諸元 | 主要諸元 | 主要諸元 | 主要諸元 | 主要諸元 | 主要諸元     | 主要諸元 | 主要諸元 | 主要諸元 | 主要諸元            |
| 形式名   | 両数     | 編成        | 運転台   | 全長     | 全幅     | 最高速度 | 着席定員 | 折り畳み座席 | 立席定員 | 低床率   | 軌間     | 備考・参考          |
| -------- | -------- | ----------- | -------- | -------- | -------- | -------- | -------- | ------------ | -------- | -------- | -------- | ------------------- |
| 2015N    | 14両     | 3車体連接車 | 両運転台 | 24,200mm | 2,400mm  | 70km/h   | 48人     | 2人分        | 122人    | 100%     | 1,435mm  | [ 6 ] [ 44 ] [ 46 ] |

### クラヨーヴァ
2021年7月、ペサはルーマニアの路面電車であるクラヨーヴァ市電（クラヨーヴァ）向けに17両のツイストを導入する契約を締結した。3車体連接式の車体の全長は27 m、座席定員は58人で、車内には充電用のUSBソケットやwi-fi対応の設備も用意されている。形式名は145Nで、2023年3月から営業運転を開始している。
| 主要諸元 | 主要諸元 | 主要諸元    | 主要諸元 | 主要諸元 | 主要諸元 | 主要諸元 | 主要諸元 | 主要諸元 | 主要諸元 | 主要諸元 | 主要諸元 | 主要諸元      |
| 形式名   | 両数     | 編成        | 運転台   | 全長     | 全幅     | 重量     | 最高速度 | 着席定員 | 立席定員 | 低床率   | 軌間     | 備考・参考    |
| -------- | -------- | ----------- | -------- | -------- | -------- | -------- | -------- | -------- | -------- | -------- | -------- | ------------- |
| 145N     | 17両     | 3車体連接車 | 片運転台 | 27,000mm | 2,400mm  | 55.513t  | 70km/h   | 58人     | 160人    | ？       | 1,435mm  | [ 51 ] [ 52 ] |

### タリン

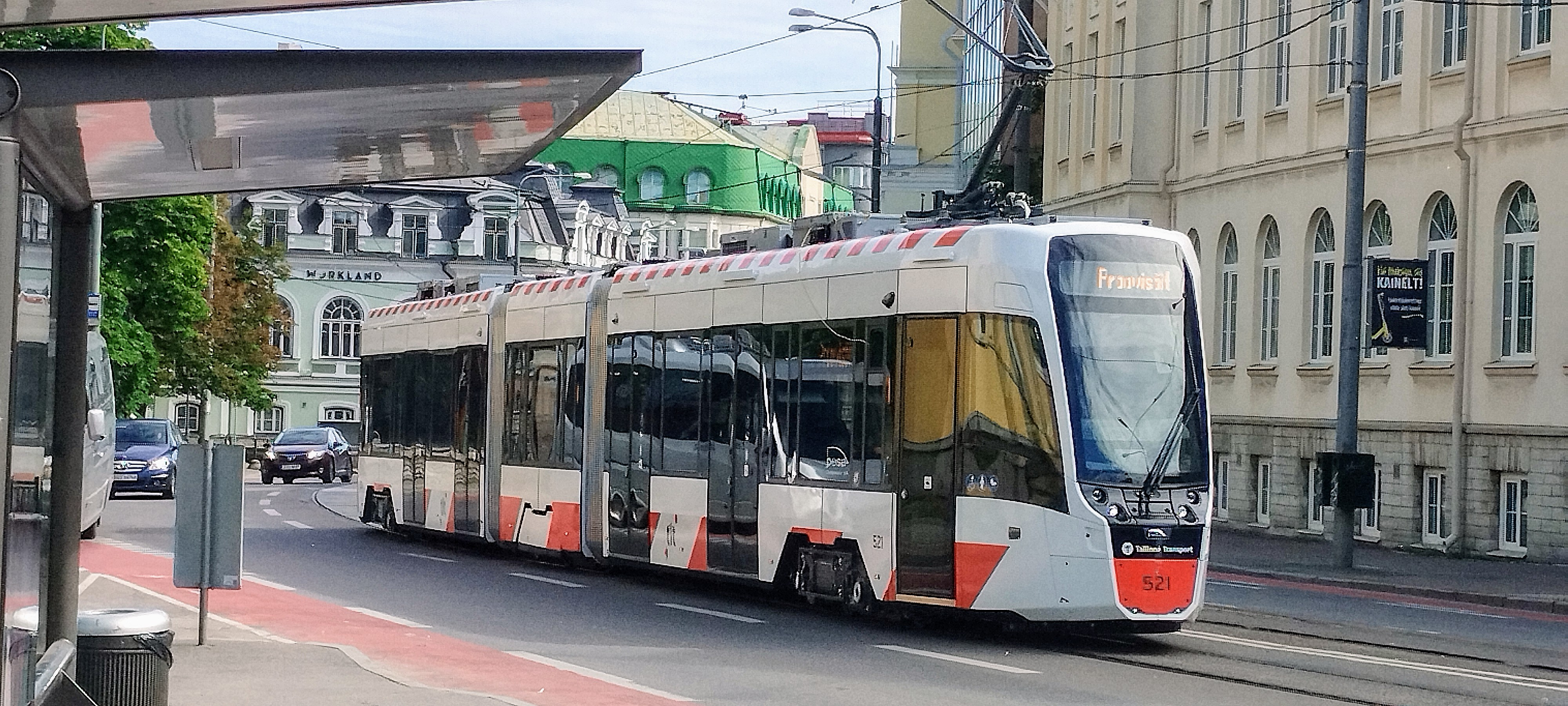
タリン市電向け車両
（タリン）

2022年4月、ペサはエストニアの首都・タリンの路面電車であるタリン市電の新型電車導入に関する入札を獲得し、ツイストを同路線へ向けて製造する事を決定した。全長28.6 m、全幅2.4 m、定員は最大309人（乗客密度8人/m2、着席定員65人）を想定した3車体連接車で、既存の旧型電車の置き換えや新規路線の開通時の輸送力増強を目的に23両分の導入が予定されており、2024年8月から順次営業運転に導入されている。
| 主要諸元 | 主要諸元 | 主要諸元    | 主要諸元 | 主要諸元 | 主要諸元 | 主要諸元 | 主要諸元 | 主要諸元 | 主要諸元 | 主要諸元 | 主要諸元 | 主要諸元      |
| 形式名   | 両数     | 編成        | 運転台   | 全長     | 全幅     | 重量     | 最高速度 | 着席定員 | 立席定員 | 低床率   | 軌間     | 備考・参考    |
| -------- | -------- | ----------- | -------- | -------- | -------- | -------- | -------- | -------- | -------- | -------- | -------- | ------------- |
| ？       | 23両     | 3車体連接車 | 片運転台 | 28,600mm | 2,400mm  | ？       | 50km/h   | 65人     | 244人    | ？       | 1,067mm  | [ 55 ] [ 56 ] |

### エルサレム
2023年9月、ペサはイスラエルのエルサレムで建設中のライトレールのうち、2028年から2030年にかけての開通を予定しているブルーライン向けに、チェンストホヴァ市電向けの「ツイストII」を基にした3車体連接車の製造を発表した。全長33 mの両運転台車両で、営業運転時は2両編成を組む運用が基本となる。製造予定両数は66両で、オプション分として15両の増備も可能となっている。

## 運用（フォックストロット）

### モスクワ

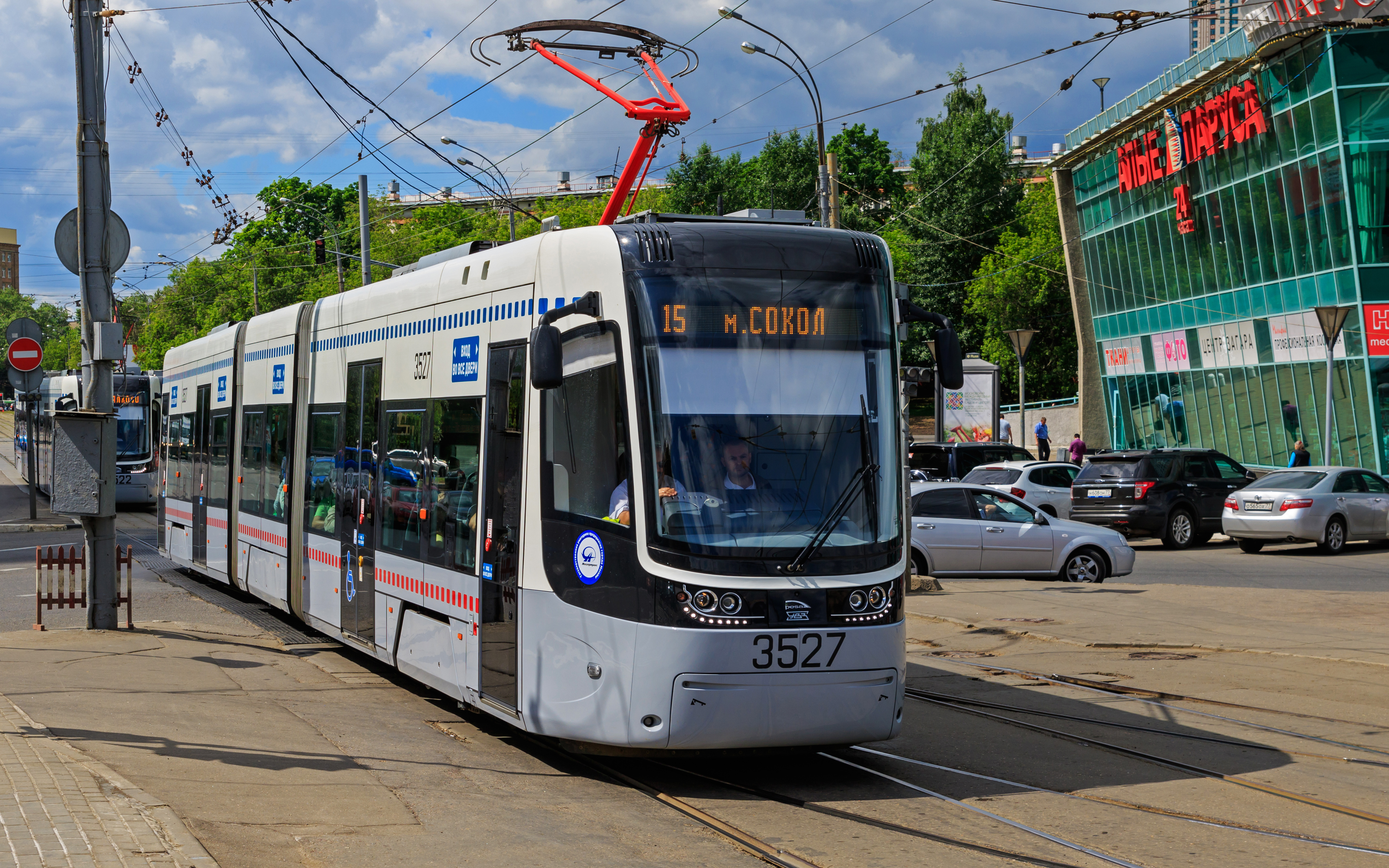
フォックストロット（71-414）
（モスクワ）

2013年、ロシア連邦の首都・モスクワで公共交通機関を運営する国営企業のモスゴルトランスは、モスクワ市電向けの超低床電車としてペサとの間にフォックストロットを導入する契約を交わした。当初はロシアの輸送用機器メーカーであるウラルトランスマッシュと共同で製造を実施する事が発表されていたが、実際は全ての製造工程をペサが担当していた。また当初の契約両数は120両であったが、その後のルーブルのレート変動の影響で2016年に90両へと削減された。
最初の車両は2014年にモスクワに到着し、同年6月1日から営業運転を開始した。2つに分断されているモスクワ市電の路線網のうち、フォックストロットが導入されたのは北西部の路線であり、2019年の時点で最終的に導入された全70両が在籍していた。だが、2017年以降一部車両は予備部品確保を目的に運用から離脱しており、その後も故障した車両が修繕されずに廃車される事態が続出した。そして、2022年以降のロシアによるウクライナ侵攻に対する経済制裁の影響で部品の供給が困難になった事を主な理由として、2023年4月までに残存していた23両全車が営業運転を終了した。
その後、これらの車両のうち69両がウファ市内の路面電車であるウファ市電へ譲渡される事が決定し、2024年7月以降順次車庫への移送が行われている。

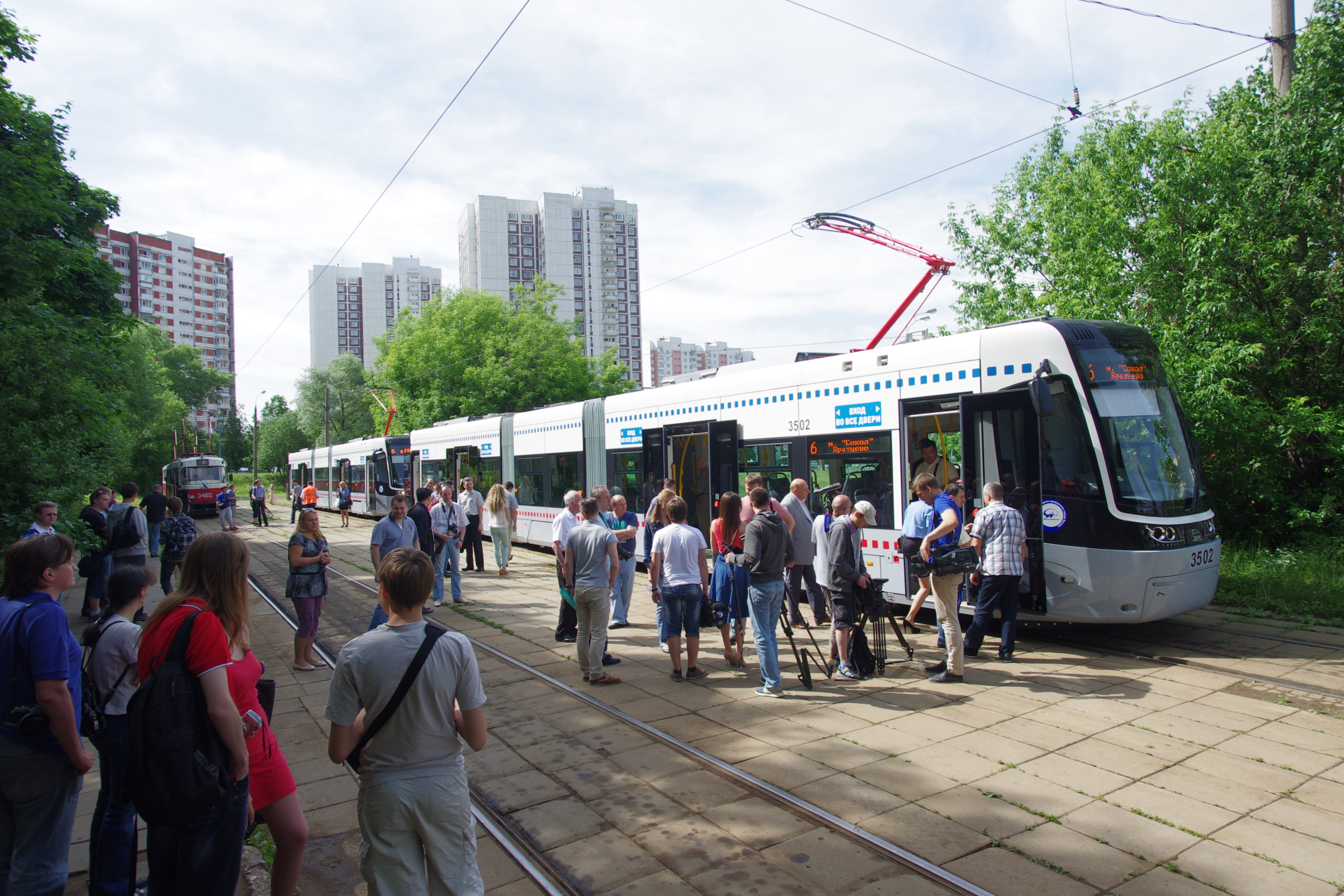
営業運転初日のフォックストロット（2014年6月1日撮影）
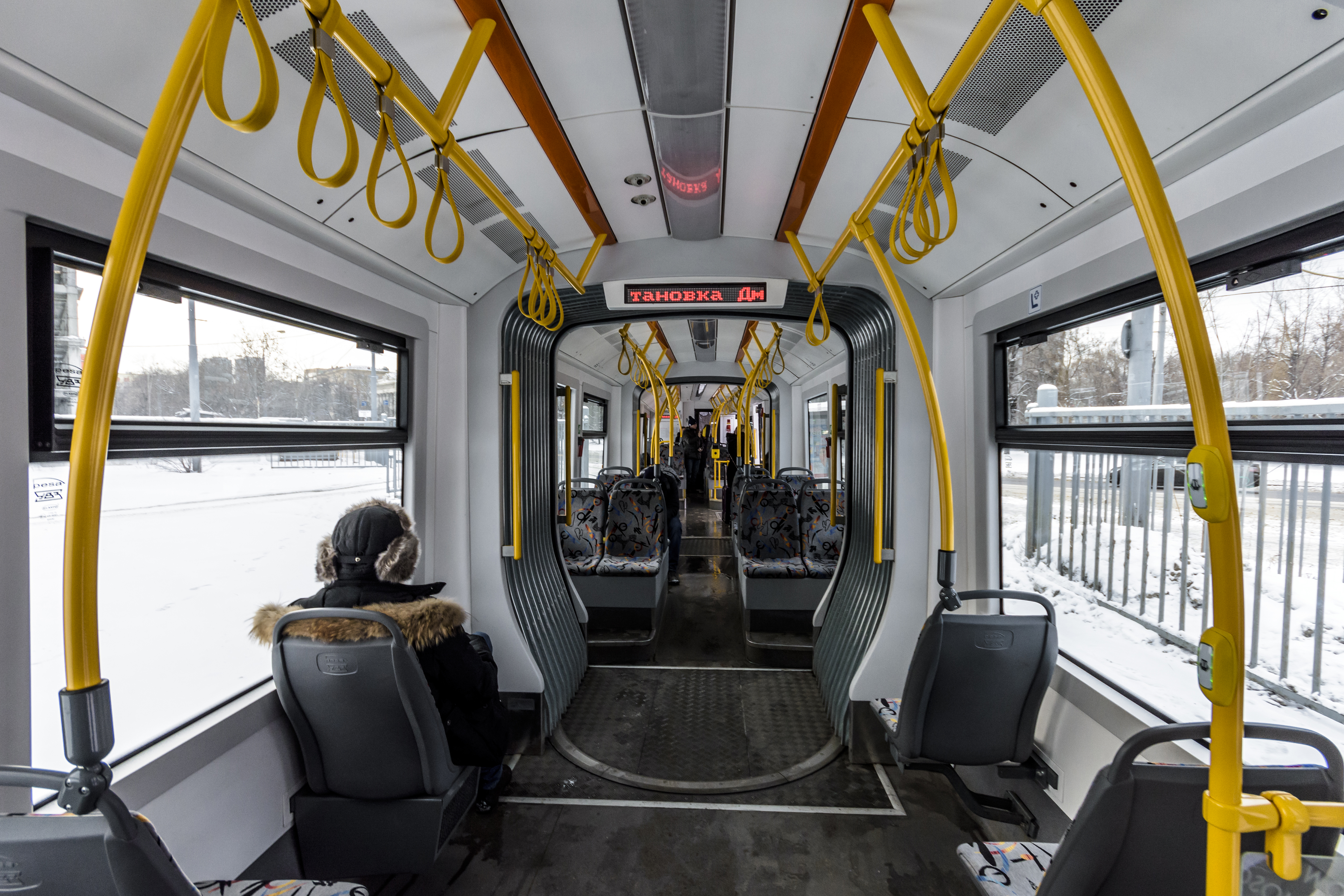
車内

| 主要諸元 | 主要諸元 | 主要諸元    | 主要諸元 | 主要諸元 | 主要諸元 | 主要諸元 | 主要諸元 | 主要諸元 | 主要諸元 | 主要諸元 | 主要諸元                   |
| 形式名   | 両数     | 編成        | 運転台   | 全長     | 全幅     | 最高速度 | 着席定員 | 定員     | 低床率   | 軌間     | 備考・参考                 |
| -------- | -------- | ----------- | -------- | -------- | -------- | -------- | -------- | -------- | -------- | -------- | -------------------------- |
| 71-414   | 70両     | 3車体連接車 | 片運転台 | 26,255mm | 2,500mm  | 75km/h   | 60人     | 255人    | 100%     | 1,524mm  | 定員は乗客密度8人/m2を想定 |

## 関連項目

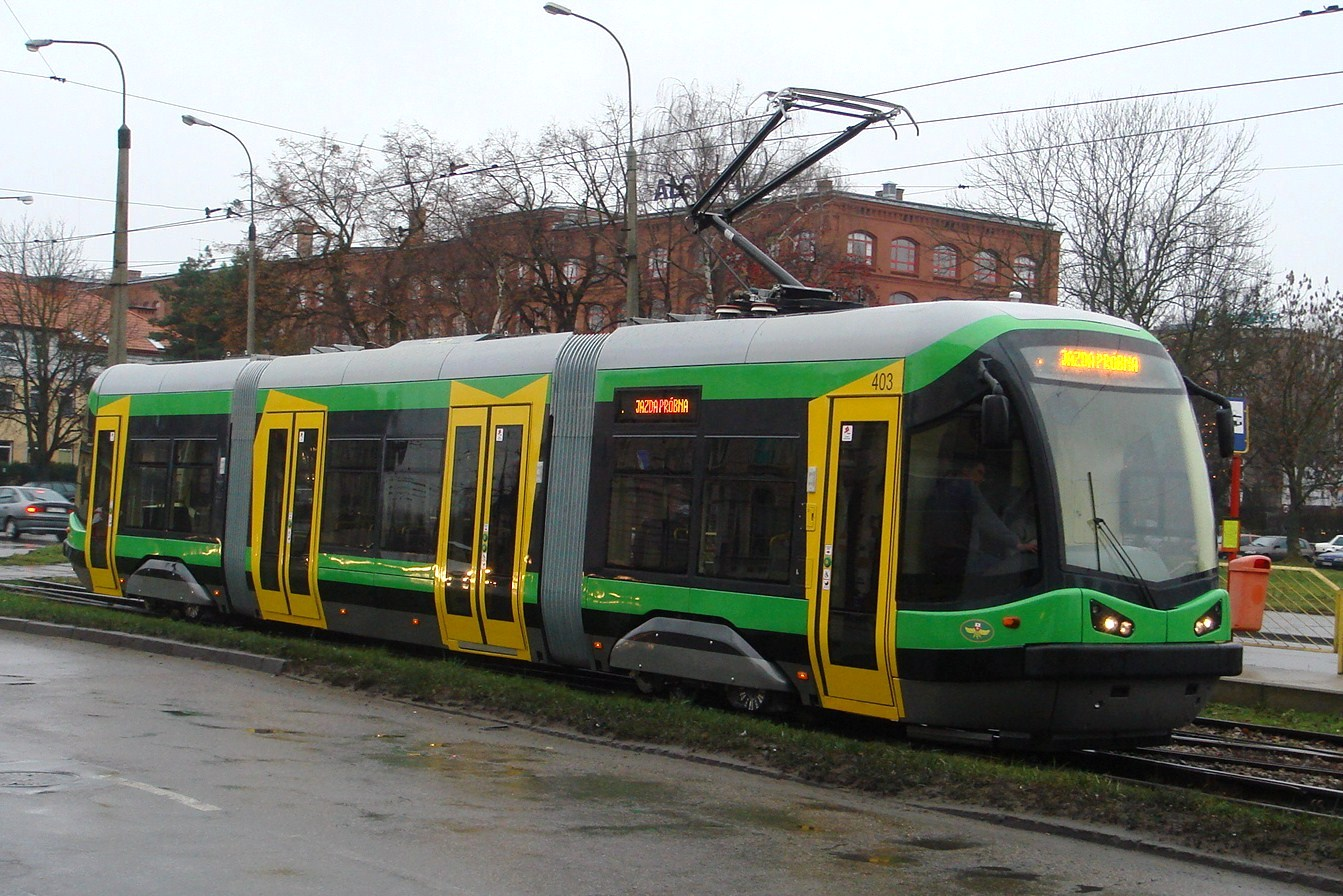
トラミカス
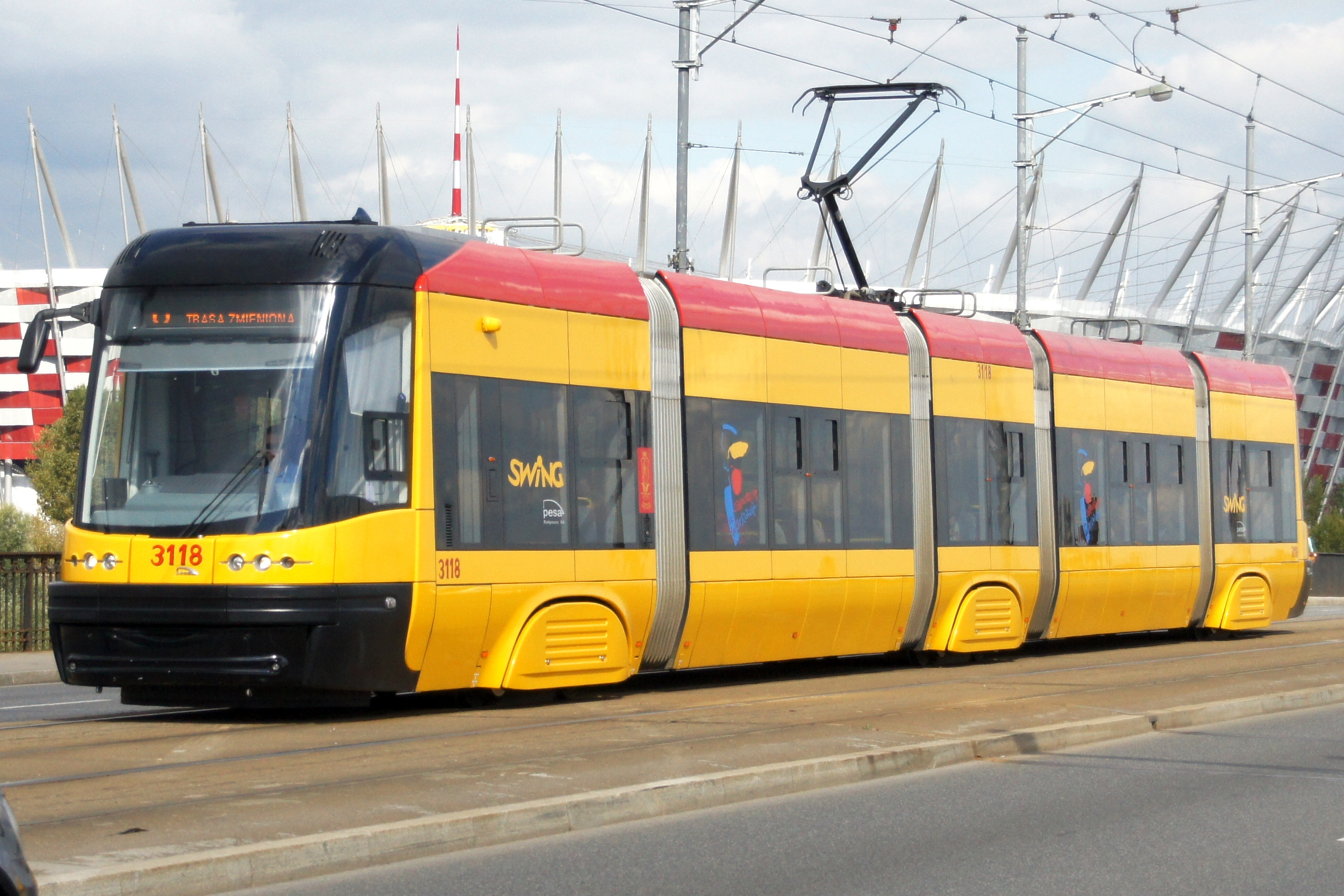
スウィング
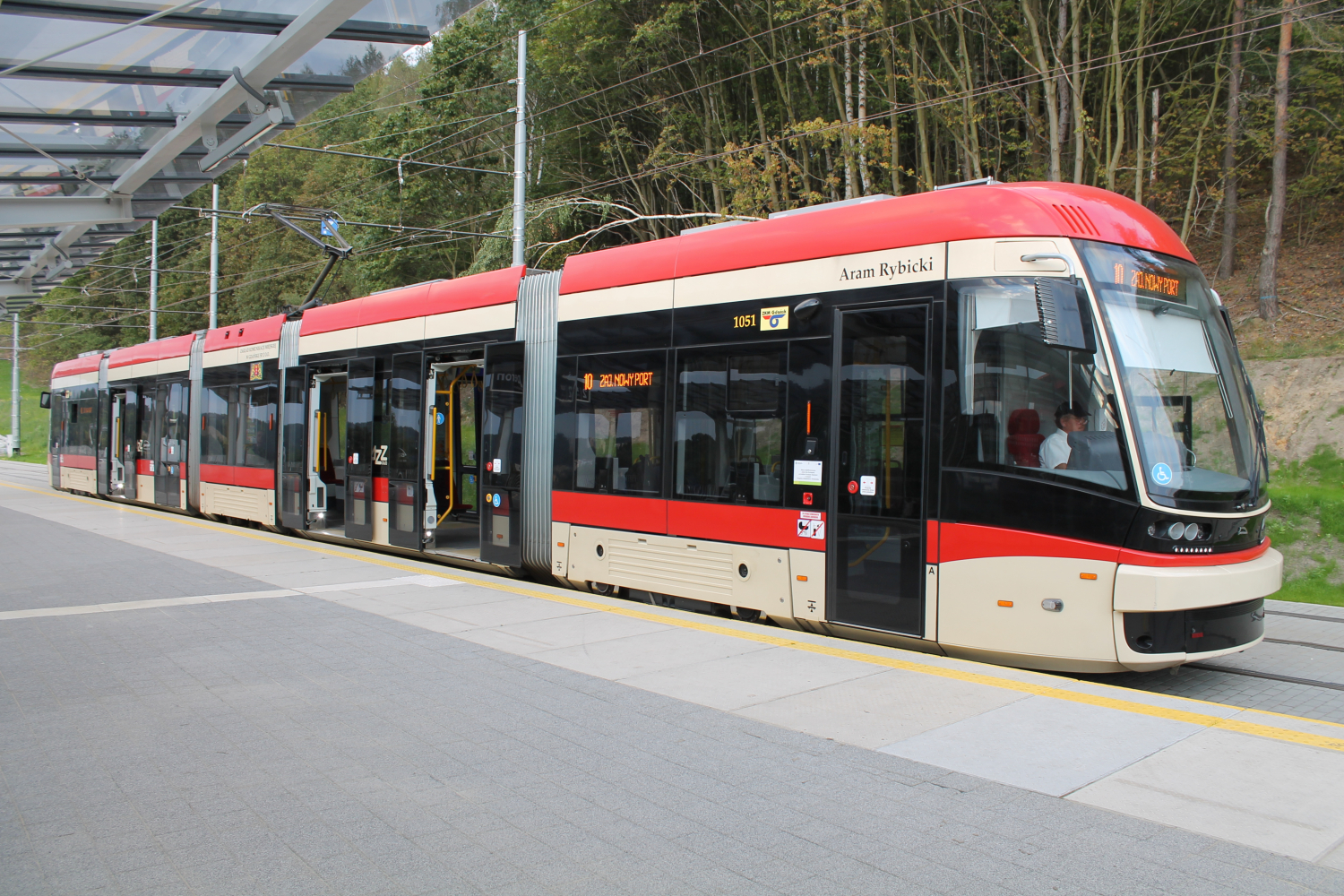
ジャズ

### キーウ

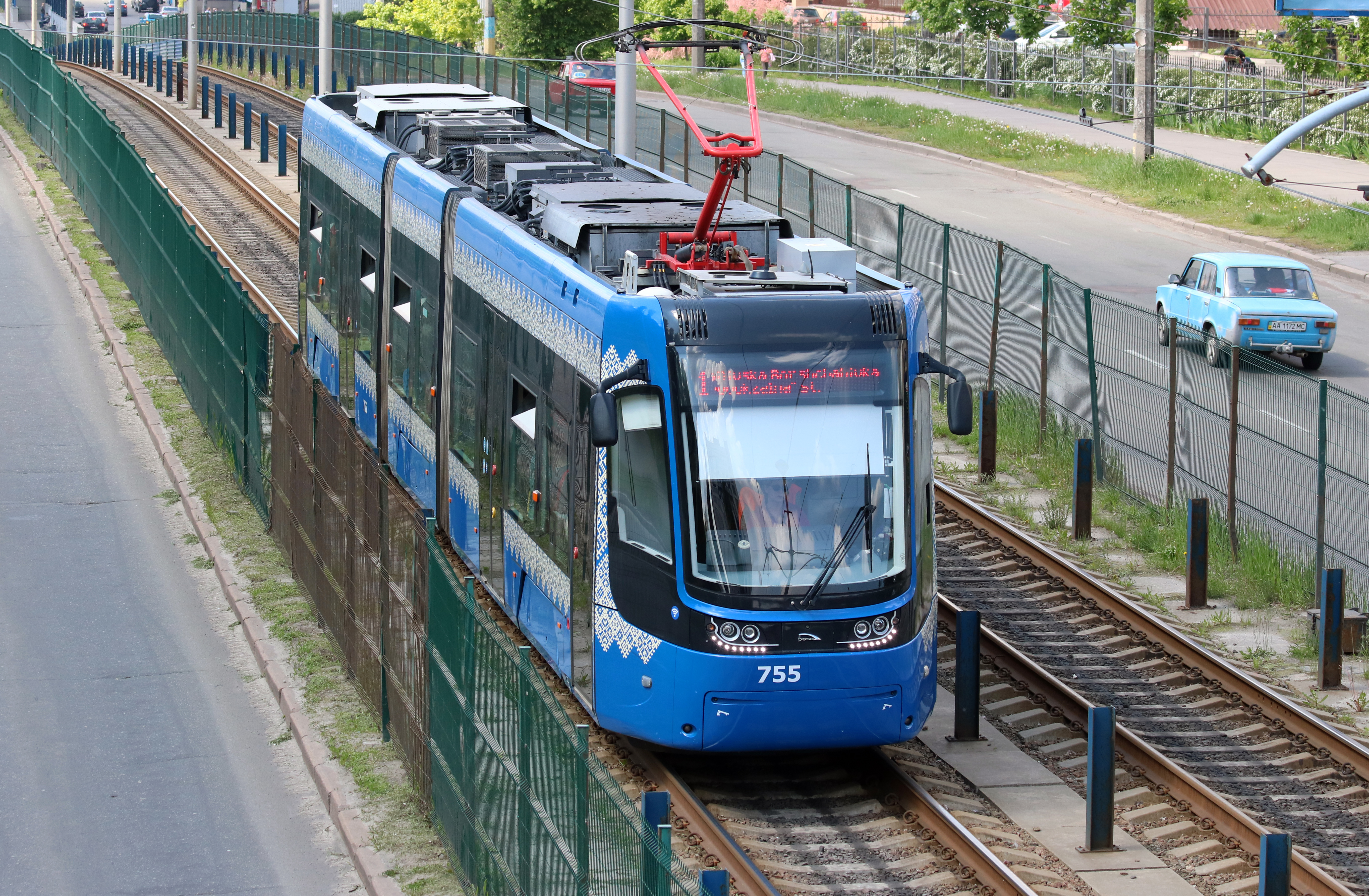
フォックストロット（71-414K）
（キーウ）

ウクライナの首都・キーウを走るキーウ市電では、2015年にデモンストレーションを兼ねたフォックストロットの営業運転が実施された。その結果が良好だった事を受け、同市電を運営するキーウパストランスは2016年にペサとの間に10両の発注契約を交わした。更に2017年には前述したモスクワ市電向け車両のキャンセル分を活用した40両分の発注が実施された他、2019年にも新たに10両の追加発注が行われたが、前者については為替レート変動により37両に削減された。
最初のキーウ向け量産車は2016年に完成し、8月から本格的な営業運転が始まった。2019年現在は試作車も含めて47両が使用されている。
| 主要諸元 | 主要諸元 | 主要諸元    | 主要諸元 | 主要諸元 | 主要諸元 | 主要諸元 | 主要諸元 | 主要諸元 | 主要諸元 | 主要諸元 | 主要諸元                   |
| 形式名   | 両数     | 編成        | 運転台   | 全長     | 全幅     | 最高速度 | 着席定員 | 定員     | 低床率   | 軌間     | 備考・参考                 |
| -------- | -------- | ----------- | -------- | -------- | -------- | -------- | -------- | -------- | -------- | -------- | -------------------------- |
| 71-414K  | 47両     | 3車体連接車 | 片運転台 | 26,255mm | 2,500mm  | 75km/h   | 60人     | 255人    | 100%     | 1,524mm  | 定員は乗客密度8人/m2を想定 |